# Arabische Israelis

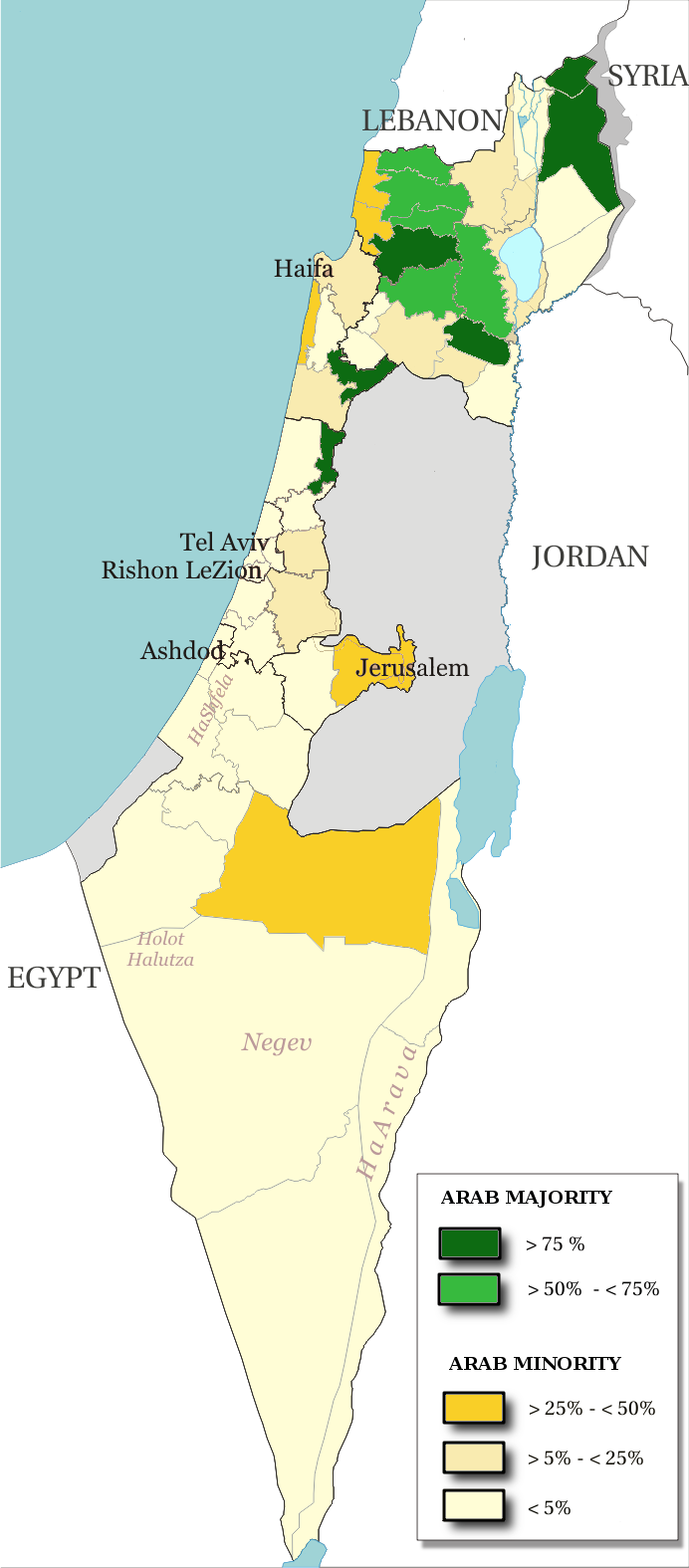
Karte von Israel (und Ost-Jerusalem und der Golanhöhen) mit Anteilen der arabischen Bevölkerung, 2000

Arabische Israelis, Araber Israels, israelische Araber und Palästinenser in Israel sind Staatsbürger Israels mit arabisch-palästinensischer Nationalität/ Herkunft. Im Unterschied zu den jüdischen Israelis ist deren ethnische und kulturelle Identität arabisch geprägt mit Arabisch als Mutter-/ Herkunftssprache.
In Israel lebten im Jahre 2011 rund 1.271.000 arabische Israelis; das sind knapp 20 % der israelischen Staatsbürger. Das Israelische Zentralbüro für Statistik schließt in seine Erhebungen auch das von den Palästinensern beanspruchte Ostjerusalem und die von Israel besetzten Golanhöhen ein. Im Jahre 2022 lebten etwa 2.038.800 Araber in Israel – einschließlich Jerusalem (Ost) und dem Golan – rechnet man zum Vergleich ohne diese Gebiete, gemäß dem Gebietsstand von 1949, so waren es 1.658.900 Araber. Das macht knapp 32 % mehr Personen arabischer Ethnizität auf israelischem Staatsgebiet aus als 1947, als 1.250.000 Araber auf dem Gebiet des späteren Israel lebten, als es noch Teil Mandats-Palästinas war.:4 Und gegenüber den 156.000 arabischen Israelis des Jahres 1949 hat sich ihre Zahl bis 2023 auf 1063 % der Ausgangszahl erhöht, und das ohne nennenswerte Einwanderung, sondern weit überwiegend aus eigener Geburtenentwicklung.
Im Jahre 2008 erreichte der Anteil der arabischen Israelis etwas über 20 % der israelischen Bevölkerung (2008). Jüdische Araber, also sprachlich, kulturell wie auch in Küche, Musik und womöglich Kleidung arabisch geprägte Angehörige des Judentums, werden in Debatten, Forschung und Statistik meist nicht als arabische Israelis adressiert. Zudem ist die Assimilation geflüchteter jüdischer Araber in den hebräischsprachigen Jüdischen Sektor der israelischen Gesellschaft weit fortgeschritten. Das gilt noch vielmehr für deren Nachfahren, jüdische Israelis arabischen Herkommens, d. h. deren Vorfahren aus arabischen Ländern stammen.
Arabische Israelis sprechen unabhängig von ihrer Religion Arabisch, meist in Form einer palästinensisch-arabischen Mundart, wobei Beduinen den arabischen Lautstand, insbesondere die Aussprache des ‹ع› (ʿAin) wie im Ursprungsgebiet des Arabischen auf der Arabischen Halbinsel bewahrt haben. Verwaltungs- und Schulsprache ist in der Regel Hocharabisch. Als Zweitsprache beherrschen die meisten arabischen Israelis das moderne Hebräisch. Rund 84 % sind sunnitische Muslime, etwa 8 % Drusen und 8 % Christen. Letztere sind vor allem Mitglieder der griechisch-orthodoxen Kirche in Israel, aber auch Maroniten, melkitische, römische und syrische Katholiken sowie Protestanten, wobei die melkitische Konfession landesweit die größte Gruppe bildet. Etwa 75 % aller christlichen Israelis sind Araber. Auch die Kirchensprache ist in der Regel Arabisch. Die meisten arabischen Israelis betrachten sich selbst als Palästinenser oder Araber, hinsichtlich der Staatsbürgerschaft sind sie Israelis (siehe „Terminologie“).
Einen besonderen Aufenthaltsstatus als „ständige Einwohner“ besitzen die mehr als 278.000 Araber in Ostjerusalem und auf den Golanhöhen, die im Gegensatz zum Westjordanland und dem Gazastreifen von Israel annektiert wurden, womit das Angebot einherging Israelis zu werden. Ostjerusalem und die Golanhöhen wurden im Sechstagekrieg (1967) von Israel erobert. Danach haben die meisten der dort lebenden Araber aus Protest gegen die Besatzung die israelische Staatsbürgerschaft ausgeschlagen, allerdings lässt sich in dieser Hinsicht inzwischen ein pragmatisch motiviertes Umdenken feststellen.

## Terminologie
Die arabischen Staatsbürger Israels werden mit verschiedenen Benennungen bezeichnet. Arabische Israelis blickt dabei auf die von Kultur, Brauchtum, Geschichte und Muttersprache geprägten ethnischen Eigenheit dieser Israelis. Weitere Bezeichnungen sind „israelische Palästinenser“, „palästinensische Araber in Israel“, „palästinensische Araber“ und „israelische palästinensische Araber“.
Benennungen, die Begriffe wie palästinensisch und Palästinenser einbeziehen, leiten sich vom Territorium Palästina her, wie es Briten und Franzosen 1918 durch völlig neue Grenzen zuschnitten und mit antikem lateinischen Namen belegten. Die Briten vereinigten das osmanische, der Hohen Pforte direkt unterstellt gewesene Mutesarriflik Jerusalem und die vorher zu Beirut gehörigen Sandschaks Nablus und Akkon sowie Gebiete des Vilâyet Syrien östlich des Jordans zu einem neuen Territorium, das sie Palästina nannten. Palästina, abgeleitet vom 125 n. Chr. neu geschöpften Namen der vergangene römischen Provinz Syria Palaestina, war vorher ein Begriff in der christlichen westlichen Forschung und Reisebeschreibung, der Zionismus, in seinen Äußerungen in Sprachen westlich-christlicher Länder, bezeichnete mit Palästina das Heilige Land.
Der Völkerbund konstituierte 1922 das neue Palästina als Mandatsgebiet. In Erfüllung arabischer nationaler Aspirationen, die die Briten mit der Hussein-McMahon-Korrespondenz 1915/1916 genährt hatten, trennten sie 1923 Transjordanien als arabisches Emirat ab. Die britische Mandatsverwaltung Government of Palestine erließ 1924 die Palestinian Citizenship Order (Verordnung die Palästinensische Staatsbürgerschaft betreffend), womit die Bewohner des Landes mit Wirkung ab 1. Januar 1925 erstmals Palästinenser mit eigener Staatsbürgerschaft wurden. Während der Mandatszeit betonten Anhänger einer arabischen politischen Souveränität eher ihre Zugehörigkeit zum Panarabismus, Palästina betrachteten sie als Konstrukt westlicher Hegemonie. Entsprechend hoben ihre Organisationen, wie das Arabische Hohe Komitee das Arabische, und nicht das Palästinensische in den Vordergrund.
Der Palästinensische Bürgerkrieg 1947/1948 und der Krieg um Israels Unabhängigkeit 1948/1949 brachten Kriegserfahrungen über alle Einwohner der Landes, 15.000 der 1,25 Millionen Araber und 6.000 der 630.000 Juden verloren ihr Leben, etwa 80 % der Araber verließen das Land. Palästinas Araber in Israel machten die spezifische Erfahrung der Niederlage, bis 1951 (Städter) bzw. (Dorfbewohner) 1966 eines Lebens unter Reise-, Aufenthaltsbeschränkungen und besonderen Ausweispflichten, knapp 20 % zudem als mittellose Binnenflüchtlinge in arabischen Orten, wo sie Zuflucht fanden, unter Nachbarn, die ihren Besitzstand wahren konnten. Aber Araber in Israel erhielten sämtlich die israelische Staatsbürgerschaft inklusive Wahlrecht von Beginn an. Unter den anderen Ländern der Region, wo nach 1949 Palästinenser lebten, folgte allein Jordanien diesem Beispiel und bürgerte ebenfalls alle Palästinenser auf seinem Territorium ein.
In der jüdisch-israelischen Gesellschaft werden Angehörige der arabischsprachigen, nichtjüdischen Minderheit meist „israelische Araber“ oder „Araber Israels“ genannt; auch die Benennungen „Minderheiten“ und „Arabischer Sektor“ (als Pendant dazu spricht man auch vom Jüdischen Sektor der israelischen Gesellschaft) sind gebräuchlich. Nach einer Umfrage des Instituts für Jüdische Politik (JPPI) aus dem Jahr 2020 bezeichnen sich selbst nur 7 Prozent der israelischen Araber als Palästinenser. Die Hälfte identifiziert sich als arabisch-israelisch und 23 Prozent als „in erster Linie israelisch“.
Palästinenser in den besetzten Gebieten (Westjordanland und Gazastreifen) bezeichnen diese Bevölkerungsgruppe als „Palästinenser in Israel“, oder auch als „Achtundvierziger“ und „Araber des Inneren/Binnenlands“ (arabisch عرب الداخل, DMG ʿarab ad-dāḫil), denn sie leben seit der Gründung Israels am 14. Mai 1948 auf dessen Staatsgebiet (inklusive der danach im Krieg um Israels Unabhängigkeit 1948/1949 gewonnenen Gebiete, die der UN-Teilungsplan für Palästina von 1947 für einen arabischen Staat bzw. internationalisierte Verwaltung vorsah).
Juden arabischer Muttersprache im Heiligen Land wurden meist als sephardische Juden oder Misrachim, zusammen als alter Jischuv, aber selten als jüdische Araber bezeichnet. Juden arabischer Muttersprache im Heiligen Land assimilierten sich seit dem Einsetzen der zionistischen Einwanderung im späten 19. Jahrhundert sukzessive an die entstehende hebräische Kultur und Bevölkerungsgruppe des Landes (neuer Jischuv). Aus arabischen Ländern außerhalb des Heiligen Landes eingewanderte Juden werden in Israel verallgemeinernd Angehörige der „Gemeinden des Orients“ genannt oder nach ihrem oder ihrer Eltern oder Großeltern Herkunftsland als irakische oder babylonische Juden (oder einfach als Irakis), als marokkanische Juden (oder Marokkaner) etc. bezeichnet; bisweilen werden auch die Begriffe „arabische Juden“ und – selten – „jüdische Araber“ auf sie angewandt.

## Politik und Gesellschaft: Überblick
Arabische Israelis sind den Gesetzen nach gleichberechtigte Staatsbürger. Sie besitzen oft umfassendere bürgerliche Rechte als Palästinenser in den umliegenden Staaten wie dem Libanon und Syrien, die ihnen trotz all der Nachteile als Staatenlose den Zugang zu ihren Staatsbürgerschaften verwehren, also auch Wahlrecht und weitere demokratisch-gesellschaftliche Freiheit. Insbesondere für arabisch-israelische Frauen gilt, dass sie rechtliche besser gestellt sind als Araberinnen in arabischen Ländern. Im Jahre 1972 wählte mit Kafr Jasif erstmals eine Gemeinde in Israel, und zwar eine arabische, eine Frau zur Bürgermeisterin, nämlich Violet Choury.
Die mehr als 278.000 Araber, die in Ostjerusalem und auf den Golanhöhen leben, haben einen besonderen Aufenthaltsstatus als „ständige Einwohner“. Seit Israel 1980 Ostjerusalem (Jerusalemgesetz) de jure annektierte, können „ständige Einwohner“ Israelis werden, meist schlagen sie die Staatsbürgerschaft aus politischen Gründen aber aus. Wer es doch tut, gilt unter palästinensischen Nationalisten als Verräter der Sache. Arabische Bewohner Ostjerusalems haben oft enge Bindungen zum Westjordanland. Ständige Einwohner können jedoch an den Kommunalwahlen in Jerusalem teilnehmen. Auch „ständige Einwohner“ der Golanhöhen können an den Kommunalwahlen dort teilnehmen. Auch die Golanhöhen annektierte Israel de jure durch Gesetz von 1981, womit auch dort die „ständigen Einwohner“ ein Recht auf Einbürgerung als Israeli erhielten. Die überwiegende Mehrheit der Bewohner hat die israelische Staatsbürgerschaft ausgeschlagen und sich entschieden, die syrische Staatsbürgerschaft zu behalten. Dagegen gibt Syrien palästinensischen Flüchtlingen und ihre Nachfahren auf seinem Territorium nicht die Option, syrische Staatsbürger zu werden.
Die Mehrheit (52 Prozent) der arabischen Bevölkerung Israels betrachtet sich selbst als israelische Araber, Israelis oder arabischer Bürger Israels, während eine Minderheit (23 Prozent) die Bezeichnung Palästinenser, Palästinenser in Israel oder palästinensische Bürger Israels bevorzugt. Viele haben zudem familiäre Bindungen ins Westjordanland und den Gazastreifen sowie zu palästinensischen Flüchtlingen in Syrien, dem Libanon wie zu Jordaniern palästinensischer Herkunft. Denn wie Israel, hat Jordanien alle palästinensischen Flüchtlinge auf seinem Territorium eingebürgert, weshalb die Nachfahren ohnehin Jordanier sind. Jordanier palästinensischer Herkunft können ihre wirtschaftliche Segregation zwar überwinden, aber viele leben weiter in urban nicht recht erschlossenen ehemaligen Flüchtlingslagern und alimentiert vom UN-Hilfswerk.
Drusen sind ethnisch arabisch, aber religiös eine eigene Gemeinschaft. Im Islam gelten Drusen als vom Glauben abgefallen, sie können wie Christen oder Juden als Schutzbefohlene, nicht aber Gleiche gelten. Nachdem Israels Führung 1948 Religionsfreiheit zusicherte, unterstützten die leitenden Gremien der palästinensischen Drusen den Staat. Auf Seiten Israels stehend und teils kämpfend blieben alle palästinensischen drusischen Dörfer im Krieg 1948/1949 bestehen. Beduinen, auf die traditionell Sesshafte herabblick(t)en, vor allem jene im Negev, identifizieren sich stärker mit Israel als andere arabische Israelis. Sie melden sich auch häufiger zum israelischen Wehrdienst als andere nichtwehrpflichtige israelische Araber.
Nach der Wahlen zur 20. Knesset (israelisches Parlament) im Jahre 2015 waren 13 der 120 Abgeordneten arabische Israelis. Sie sind Mitglieder der anlässlich der Wahl als Vereinte Liste auftretenden Parteien Vereinigte Arabische Liste, Chadasch und Balad und sehen sich als Vertreter der Interessen der israelischen Araber. 2007 wurde mit Raleb Madschadele erstmals ein Araber in ein Ministeramt berufen.
Verschiedene israelische Politiker bezeichneten die arabische Volksgruppe in Israel ob tatsächlicher oder vermeintlicher hoher Geburtenrate als demografische Bedrohung und ein Sicherheitsrisiko. Eine 2011 durchgeführte Studie weist jedoch darauf hin, dass der jüdische Bevölkerungsanteil in Israel steigt, während der arabische Bevölkerungsanteil sinkt.
Viele arabische Israelis fühlen sich im israelischen Alltag als Bürger zweiter Klasse und beklagen eine Benachteiligung gegenüber den jüdischen Israelis. Besonders umstritten sind Grundbesitzfragen im von Israel besetzten Westjordanland. Zudem wurde bis 2006 der Begriff terroristischer Anschlag allein als Angriff von Organisationen, die gegen die Existenz des Staates Israel gerichtet sind, definiert; arabische Opfer von Anschlägen radikaler israelischer Siedler fielen nicht unter das Terrorentschädigungsgesetz. Nach Protesten wurde das entsprechende Gesetz verallgemeinert und auf allgemeine terroristische Anschläge ausgeweitet. Immer wieder beklagt werden die im Vergleich zu jüdischen Städten und Kommunen geringeren staatlichen Investitionen in die Infrastruktur (Straßenbau, Schulwesen, Gesundheitsversorgung u. a.) arabischer Wohngebiete in Israel.

## Geschichte

### Der Palästinakrieg und seine Folgen
Die meisten Israelis bezeichnen den Palästinakrieg von 1948 als Unabhängigkeitskrieg, die meisten arabischen Israelis dagegen als Nakba (Katastrophe), was die unterschiedliche kollektive Sichtweise der Ziele und Ergebnisse des Krieges widerspiegelt.
In der Folge des Palästinakrieges wurde das Gebiet des Völkerbundsmandats für Palästina de facto in drei Teile geteilt: Aber nicht wie laut UN-Teilungsplan für Palästina von 1947 vorgesehen, (a) ein jüdischer, (b) ein arabischer Teil und (c) das internationalisierte Jerusalem, sondern (a) das unabhängige Israel, (b) das Westjordanland, 1948 durchs östlich des Jordans gelegene Transjordanien besetzt, welche beide 1950 dann zu Jordanien vereinigt wurden, wobei alle Palästinenser und Transjordanier dann unterschiedslos die jordanische Staatsbürgerschaft erhielten, und (c) der Gazastreifen, den Ägypten 1948 besetzt hatte, wobei es die Einwohner dort im nachteiligen Status Staatenloser beließ. Transjordanien, 1923 ja von Mandats-Palästina abgespalten, hatte 1946 seine volle Unabhängigkeit erhalten. 80 % der schätzungsweise 950.000 Araber, die vor dem Krieg im Gebiet des späteren Staates Israel lebten, verließen dieses Gebiet. Es ist umstritten, wie viele von ihnen flüchteten und wie viele vertrieben wurden; nur ca. 156.000 blieben im Israel. Der israelische Historiker Benny Morris stellt fest:

„Die meisten der 700.000 palästinensischen Flüchtlinge verließen ihre Heimat wegen der Schrecken des Krieges (und in der Erwartung, dass sie im Gefolge der siegreichen arabischen Angreifer bald in ihre Häuser zurückkehren würden). Es stimmt jedoch auch, dass es mehrere Dutzend Orte gab, von denen die arabischen Einwohner durch die jüdischen Truppen vertrieben wurden, darunter Lydda und Ramla.“

Ende 2013 waren 71.600 der arabischen Israelis 65 Jahre und älter und damit schon zum Zeitpunkt der Staatsgründung am Leben, während die anderen Angehörigen dieser 2023 mehr als 2,1 Millionen zählenden Bevölkerungsgruppe ihre in der Regel in Israel geborenen Nachfahren sind. Hinzu kommen einige Araber aus dem Gazastreifen und dem Westjordanland, die durch Regelungen zur Familienzusammenführung die israelische Staatsbürgerschaft erhalten haben, sowie deren Nachfahren. Familienzusammenführungen wurden inzwischen wieder erschwert.
Araber palästinensischer Herkunft, die 1948 in Israel lebten, erhielten die israelische Staatsbürgerschaft. In puncto Eigentumsrechten gab es aber eine Ungleichbehandlung. Die Araber, welche glückhaft an ihren Wohnorten hatten bleiben können, behielten ihren bisherigen Bestand an Immobilien. Alles von Flüchtlingen und Vertriebenen zurückgelassene Vermögen übernahm der israelische staatliche Treuhänder über das zurückgelassene Vermögen. Mit dem Gesetz über die Habe Abwesender, das die Knesset am 20. März 1950 beschloss, wurden jene Araber, die während der bewaffneten Konflikte ihre Häuser und gegebenenfalls Ländereien verlassen hatten, entschädigungslos enteignet, einerlei wo die Abwesenden waren. Das galt also nicht nur für Palästinaflüchtlinge außerhalb Israels, sondern auch für schätzungsweise 31.000 Binnenflüchtlinge unter den 156.000 arabischen Israelis (also knapp 20 %), die in Israel an anderen als ihren Herkunftsorten Zuflucht gefunden hatten. Sie forderten nicht als Abwesende zu gelten, auf welche die Enteignung Anwendung fand. Sie argumentierten, dass sie doch Israelis und im Lande anwesend seien, wenn auch der Kriegsumstände halber nicht im eigenen Haus. Klagen vor Gericht blieben ohne Erfolg, die Justiz beanstandete nicht, wer als Abwesender im Sinne des Gesetzes gilt. Die Gegner dieser Sichtweise bezeichneten die enteigneten Binnenflüchtlinge als anwesende Abwesende, womit sie den Begriffsgebrauch des Gesetzes aufgreifen und zugleich gegen es wenden.
Heute gelten ca. 274.000 arabische Israelis und damit etwa jeder vierte von ihnen, als Nachfahren von anwesenden Abwesenden, darunter etwa 11.800 (im Jahr 2013), die zum Stichtag der Enteignung (19. Mai 1948) schon geboren waren, ohne daraus ersehen zu können, wie viele der heute Betagten in ihren damals jungen Jahren schon geerbt oder anders erworben hatten, um enteignet werden zu können.
Nur in wenigen Fällen gelang arabischen Binnenflüchtlingen wieder oder weiter als Eigentümer ihrer aufgegebenen Habe anerkannt zu werden. Da die Nachbarstaaten sich weigerten, Israel anzuerkennen, Beziehungen zu ihm und den Reiseverkehr aufzunehmen, blieb Palästinaflüchtlingen außerhalb Israels jeder Rechtsweg vor israelischen Behörden und Gerichten versperrt. Bekannte Fälle „anwesender Abwesender“ waren z. B. die ehemals in Iqrit, Kafr Birʿim und Zippori begüterten Binnenflüchtlinge.

### 1949–1966

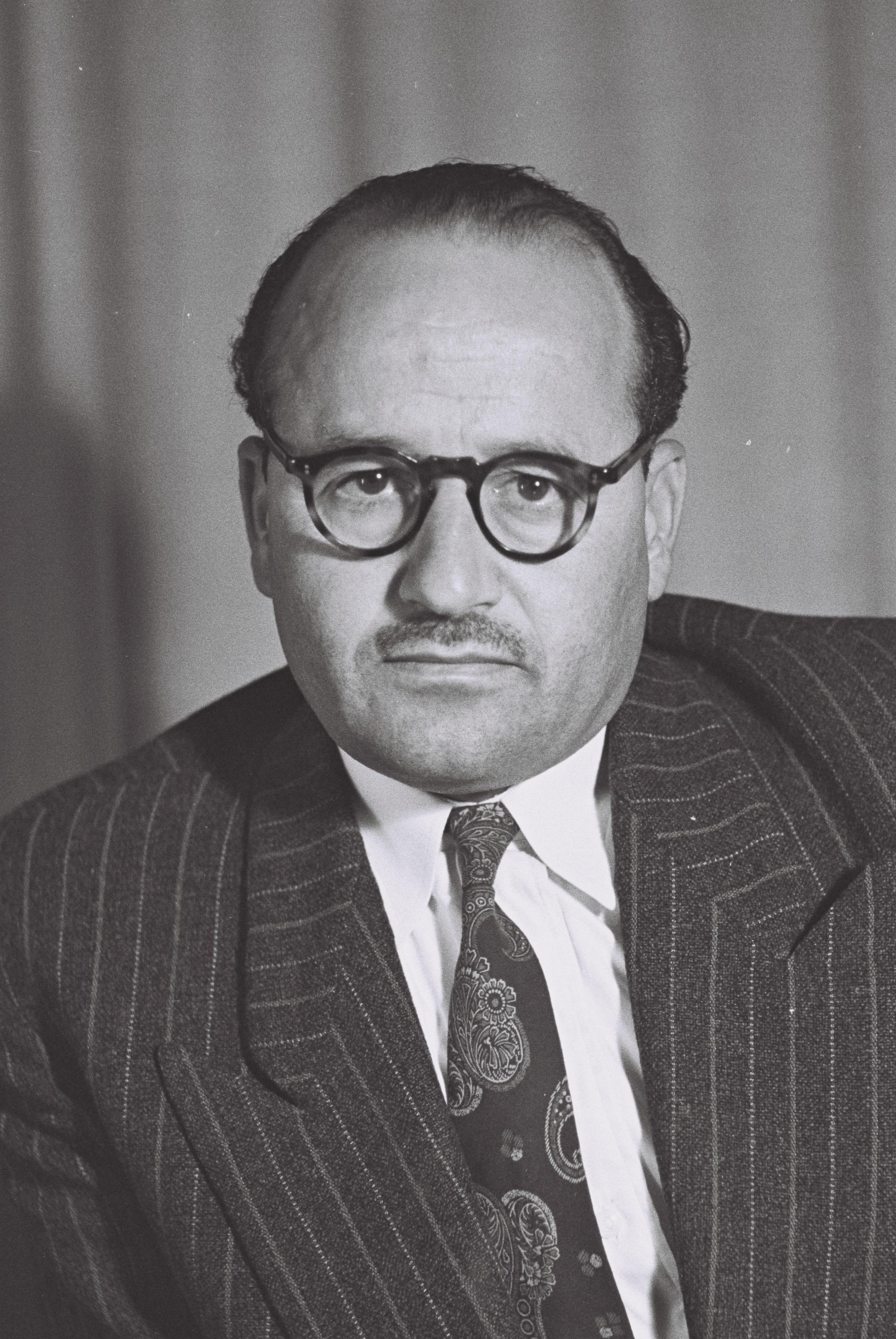
Seif al-Din al-Zubi, Mitglied der ersten Knesset

Alle Araber palästinensischer Herkunft, die 1948 in Israel lebten und zum Beweis dessen in israelischen Registrierungen erfasst worden waren, erhielten die israelische Staatsbürgerschaft. Wer jedoch überführt wurde, von außerhalb der Grenzen Israels unerlaubt ins Land gekommen zu sein, wie z. B. die Familie Mahmud Darwischs, wurde nicht eingebürgert. Es fehlte eine gesetzliche Regelung, bis die Knesset 1952 den Choq haʾEzrachut (חוֹק הָאֶזְרָחוּת ‚Gesetz der Staatsbürgerschaft‘) beschloss. Seither konnten auf dessen Basis Benachteiligte der vorigen Behördenpraxis die Staatsbürgerschaft einklagen. Doch bis 1951 (arabische Städter) bzw. 1966 (Landbevölkerung) unterlagen arabische Israelis Ausnahmeregeln des Kriegsrechts. Reisegenehmigungen, Ausgangssperren,  Administrativhaft und Ausweisungen waren dabei Teil des Alltags arabischer Israelis. Das Land Acquisition Law von 5713/1953,Jüd. Kal./Greg. Kal. autorisierte das Finanzministerium binnen eines Jahres alles zwischen 14. Mai 1948 und 1. April 1952 tatsächlich, also de facto von Staats wegen für Staatsbelange (Landesentwicklung, Landesausbau, Wohnraumbeschaffung, Baugebietsausweisung, Infrastruktur, Anlage von Militärposten) in Besitz genommene Land, das 1952/1953 weiterhin diesem Belang diente, auch rechtlich, also de jure zu enteignen. Sofern die vorigen Besitzer ihr Einkommen aus dem enteigneten Land bezogen, zahlte das Finanzministerium Entschädigungen. Das traf alle Israelis, doch Araber unter ihnen besonders, wenn zwischen ihren Dörfern meist agrarisch nicht genutztes Land enteignet wird, um im Zuge des Landesausbaus landesweit neue Orte für Juden zu gründen. Andere verbreitete legale Hilfsmittel waren die Anwendung von Notfallvorschriften, um Land arabischer Israelis zur militärischen Sperrzone zu erklären, gefolgt von der Anwendung fortgeltender osmanischer Gesetze über verlassenes Land, um das Land in Besitz zu nehmen.
Während außerhalb Israels das Flüchtlingsdasein von Palästina-Flüchtlingen, sogar deren Nachfahren treffend, zu deren Leidwesen verstetigt wurde und für israelfeindliche Politik instrumentalisiert wird, schritt in Israel die staatsbürgerliche und vor allem wirtschaftliche Integration der arabischen und jüdischen Palästina-Flüchtlinge schnell voran. Das Hilfswerk der Vereinten Nationen für Palästina-Flüchtlinge im Nahen Osten (UNWRA) zählte 1949 in Israel 48.000 Hilfsempfänger, davon 31.000 arabische Israelis, was 1949 knapp ein Fünftel der damals 156.000 der Israelis arabischer Ethnizität ausmachte. Stand Juni 1950 half die UNWRA noch 45.800, Stand August 1951 noch 30.000 und Stand Mitte 1952 noch 23.800 Personan (Araber wie Juden) in Israel, worauf die Regierung in Jerusalem ab 1952 die Betreuung der Flüchtlinge im Lande selbst übernahm. Diese Anstrengung gelang Israel, während hunderttausende weitere mittellose jüdische Europa- und Arabienflüchtlinge ins Land kamen, 1951 kamen auf 13 einheimische Israelis 10 Flüchtlinge. Außerhalb Israels werden selbst Nachnachfolgegenerationen einstiger Palästina-Flüchtlinge noch von der UNWRA wie solche betreut und leben vielfach an Orten, die als Flüchtlingslager bezeichnet werden.
Alle Israelis, also auch die arabischen Staatsbürger, können seit der Staatsgründung Israels an den Wahlen zur Knesset teilnehmen. Von der ersten israelischen Wahlperiode an waren auch Araber als Abgeordnete in der Knesset vertreten. Die ersten arabischen Parlamentarier waren Amin-Salim Jarjora und Seif el-Din el-Zoubi von der Demokratischen Liste von Nazareth sowie Tawfik Toubi von der Kommunistischen Partei Israels (Abkürzung: Maki).
1965 bildete eine radikale arabische Gruppe namens al-Ard die Arabische Sozialistische Liste, um für die Wahl zur Knesset anzutreten. Die Liste wurde vom zentralen israelischen Wahlkomitee der Radikalität wegen nicht zur Wahl zugelassen. 1966 wurde das Kriegsrecht vollständig aufgehoben; die Regierung begann damit, die meisten diskriminierenden Gesetze zu ändern, und arabische Bürger erhielten die gleichen gesetzlichen Rechte wie jüdische Bürger.

### 1967–2000

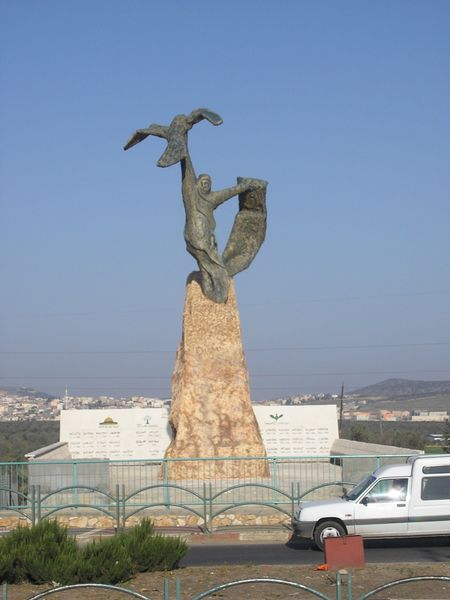
Ein Denkmal im arabischen Dorf Arraba in Galiläa für die Bewohner, die während des arabisch-israelischen Konflikts getötet wurden

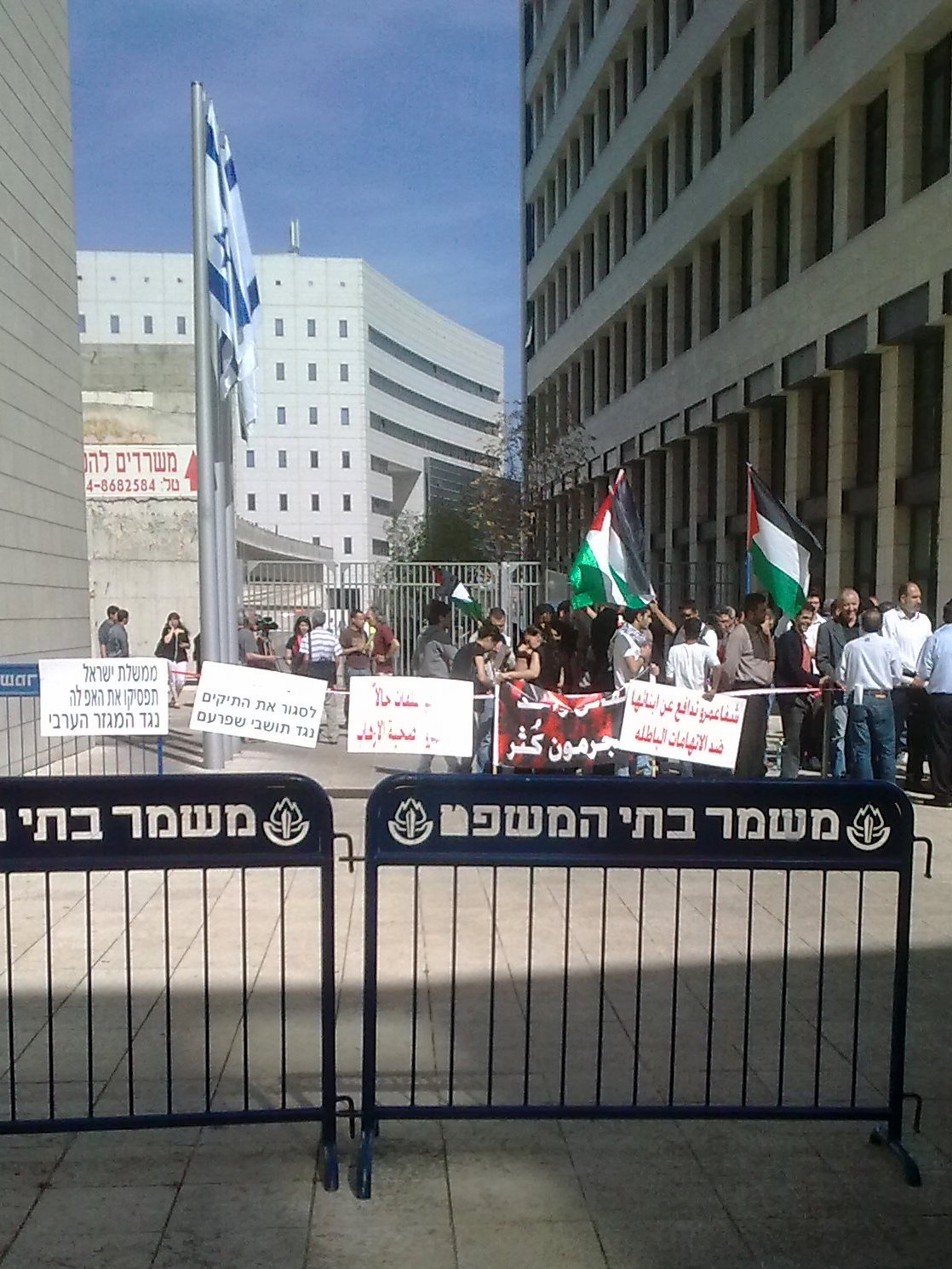
15. April 2010: Die Einwohner von Schefa-ʿAmr protestieren vor dem Gericht von Haifa gegen die Strafverfolgung der Verdächtigen im Fall der Ermordung von Eden Natan-Zada. Die palästinensischen Flaggen sind bei Demonstrationen arabischer Bürger in Israel im ersten Jahrzehnt des 21. Jahrhunderts immer häufiger zu sehen.

Der Sechstagekrieg stellte 1967 einen dramatischen Wendepunkt im Leben der arabischen Israelis dar. Zum ersten Mal seit der Gründung Israels hatten sie Kontakt mit den Palästinensern im Westjordanland und dem Gazastreifen. Dies und die Aufhebung des Kriegsrechts führten zu wachsenden politischen Aktivitäten arabischer Israelis.
1974 wurde ein Komitee arabischer Bürgermeister und kommunaler Ratsangehöriger gegründet, das eine wichtige Rolle für die Repräsentation der arabischen Israelis und ihre Interessenvertretung gegenüber der israelischen Regierung spielte. 1975 folgte die Bildung des Komitees zur Verteidigung des Landes, das sich dafür einsetzte, fortgesetzte staatliche Landenteignungen zu verhindern. Ein politischer Durchbruch war im gleichen Jahr die Wahl des arabischen Dichters Tawfiq Ziad, eines Mitglieds der Kommunistischen Partei, zum Bürgermeister von Nazareth, begleitet von einer starken Fraktion der Kommunistischen Partei im Stadtrat. 1976 wurden sechs arabische Israelis von israelischen Sicherheitskräften bei einem Protest gegen Landenteignung und die Zerstörung von Häusern getötet. Der Tag des Protests, der 30. März, wird seitdem jährlich als Tag des Bodens begangen.
Im Jahre 1971 gründeten Abdullah Nimar Darwish und Gleichgesinnte die Islamische Bewegung in Israel (arabisch الحركة الإسلامية في إسرائيل, hebräisch הַתְּנוּעָה הָאִסְלָמִית בְּיִשְׂרָאֵל). Sie ist Teil eines größeren Trends unter Muslimen in der arabischen Welt und zielt darauf ab, den Islam in der Politik zu verankern. Die Islamische Bewegung baute Schulen, stellte andere grundlegende soziale Dienstleistungen zur Verfügung, baute Moscheen und förderte das Gebet und einen konservativen islamischen Bekleidungsstil. In der Bewegung gab es Streit um den Oslo-Prozess und die Beteiligung an Wahlen in Israel, Anhänger der Bewegung vor allem im Meschullasch und dem Nordbezirk Israels lehnten ihr Mitwirken ab und bilden seit 1996 die radikalere Islamische Bewegung im Norden. Diese wurde wegen Verbindungen zur Hamas und den Muslimbrüdern 2015 verboten. Die Hauptströmung, in Abgrenzung zur Islamischen Bewegung im Norden südlicher Zweig genannt, gelang es, durch Kandidaturen auf Listen der Arabisch-Demokratischen Partei und ab 2000 der Vereinigten Arabischen Liste bei Wahlen besonders auf kommunaler Ebene Mandate zu erlangen, um politisch Einfluss zu nehmen.
Viele arabische Israelis unterstützen die erste Intifada und halfen Palästinensern im Westjordanland und dem Gazastreifen, indem sie Geld, Lebensmittel und Kleidung zur Verfügung stellten. Außerdem kam es aus Solidarität mit den Palästinensern in den besetzten Gebieten zu mehreren Streiks.
Die Jahre vor dem Oslo-Friedensprozess waren für die arabischen Israelis eine Zeit des Optimismus. Während der Regierungszeit von Jitzchak Rabin spielten arabische Parteien eine wichtige Rolle bei der Bildung der Regierungskoalition. Es kam auch zu einer wachsenden zivilgesellschaftlichen Partizipation arabischer Israelis. Dennoch existierten weiterhin Spannungen, denn viele Araber forderten Israel auf, ein „liberaler Nationalstaat für alle Staatsbürger“ zu werden, und stellten damit die jüdische Identität Israels in Frage. Bei der Wahl des Ministerpräsidenten 1999 wählten 94 % der arabischen Wahlberechtigten Ehud Barak. Barak bildete jedoch eine breite Mehrparteienkoalition über alle politischen Lager, ohne die arabischen Parteien zu konsultieren, und enttäuschte damit arabische Israelis.

### Seit 2000
Im Oktober 2000 kam es zu wachsenden Spannungen zwischen arabischen Israelis und dem Staat, nachdem zwölf arabische Israelis und ein Mann aus dem Gazastreifen getötet worden waren, als sie gegen die Reaktion der Regierung auf die Zweite Intifada protestiert hatten. Die Regierung antwortete auf diesen Zwischenfall mit der Bildung der Or-Kommission. Die Ereignisse des Oktobers 2000 führten dazu, dass viele arabische Israelis den Wert ihrer israelischen Staatsbürgerschaft in Frage stellten. Als Mittel des Protests boykottierten sie 2001 zahlreich die Wahl des Ministerpräsidenten. Dieser Boykott half Ariel Sharon beim Sieg über Ehud Barak, für den 1999 über 90 % der arabischen Wähler gestimmt hatten. Die Zahl israelischer Beduinen, die sich zu den israelischen Streitkräften meldeten, ging beträchtlich zurück.
Während des Libanonkriegs 2006 beklagten Organisationen, die die Interessen der Araber vertraten, dass die israelische Regierung viel Zeit und Mühen aufwandte, um jüdische Bürger vor Angriffen der Hisbollah zu schützen, arabische Bürger jedoch vernachlässigte. Sie wiesen auf den Mangel an Luftschutzbunkern in arabischen Städten und Dörfern und auf das Fehlen grundlegender Informationen in arabischer Sprache hin, obwohl die Zivilverteidigung in Israel in der Kompetenz der Kommunen liegt. Viele israelische Juden betrachteten die arabische Opposition zur Regierungspolitik und die Sympathie mit den Libanesen als Zeichen mangelnder Loyalität.
Im Oktober 2006 kam es erneut zu Spannungen, als der israelische Ministerpräsident Ehud Olmert der ultrarechten Partei Jisra’el Beitenu die Gebietsabtretung dicht arabisch besiedelter israelischer Gebiete (wie im Meschullasch) an die Palästinensergebiete zusagte. Die große Mehrheit arabischer Israelis möchte jedoch keinesfalls, dass ihre Wohnorte im Wege des Gebietstausches unter eine benachbarte arabische Regierung kommen, was in jedem Falle ihre Rechte und Möglichkeiten mindern würde.
Im Januar 2007 wurde Raleb Majadele als erster nicht-drusischer arabischer Minister in der Geschichte Israels zum Minister (ohne Geschäftsbereich) ernannt (Salach Tarif, ein Druse, war bereits 2001 zum Minister ohne Geschäftsbereich ernannt worden). Die Ernennung wurde von den linken Parteien kritisiert, die darin einen Versuch sahen, von der Entscheidung der Arbeitspartei, mit Jisraʾel Beitenu in der Regierung zu sitzen, abzulenken. Auch von den rechten Parteien, die die Ernennung als eine Bedrohung von Israels Status als jüdischem Staat empfanden, kam Kritik.
Bei zwei Treffen auf Einladung von Staatspräsident Reʾuven Rivlin ging es um die Verbesserung der wirtschaftliche Situation arabischer israelischer Staatsbürger, am 5. Februar 2015 mit arabischen Kommunalräten und am 8. Februar 2015 mit Geschäftsführern verschiedener Unternehmen in Israel.

## Ethnische und religiöse Gruppen
2006 betrug die offizielle Zahl arabischer Einwohner Israels 1.413.500 Personen; einschließlich der Ständigen Einwohner Ostjerusalems, von denen viele nicht die israelische Staatsbürgerschaft haben. Das sind etwa 20 % der israelischen Bevölkerung. Dem israelischen Zentralbüro für Statistik (2008) zufolge setzt sich die arabische Bevölkerung aus 83,2 % Muslimen, einschließlich der Beduinen, 8,4 arabische Christen und 8,3 % Drusen zusammen. Die Muttersprache aller Araber, auch der Drusen, ist Arabisch, der gebräuchliche umgangssprachliche Dialekt Palästinensisch-Arabisch.

### Muslime
Traditionelle sesshafte Gemeinschaften von muslimischen Arabern machen etwa 70 % der arabischen Bevölkerung in Israel aus.
Die Geburtenrate von israelischen Muslimen beträgt 4,0 Kinder pro Frau, die Reproduktionsrate 3,8 %. Etwa 25 % der Kinder, die heute in Israel geboren werden, haben muslimische Eltern. Der Altersdurchschnitt der muslimischen Bevölkerung ist sehr niedrig, das mittlere Alter beträgt 18 Jahre, verglichen mit einem mittleren Alter der jüdischen Israelis von 30 Jahren. 42 % der Muslime sind jünger als 15 Jahre. Nur 3 % sind älter als 65 Jahre, verglichen mit 12 % der jüdischen Bevölkerung. Der Anteil der Muslime an der arabischen Bevölkerung in Israel lag 2005 bei 82 %.

#### Beduinen

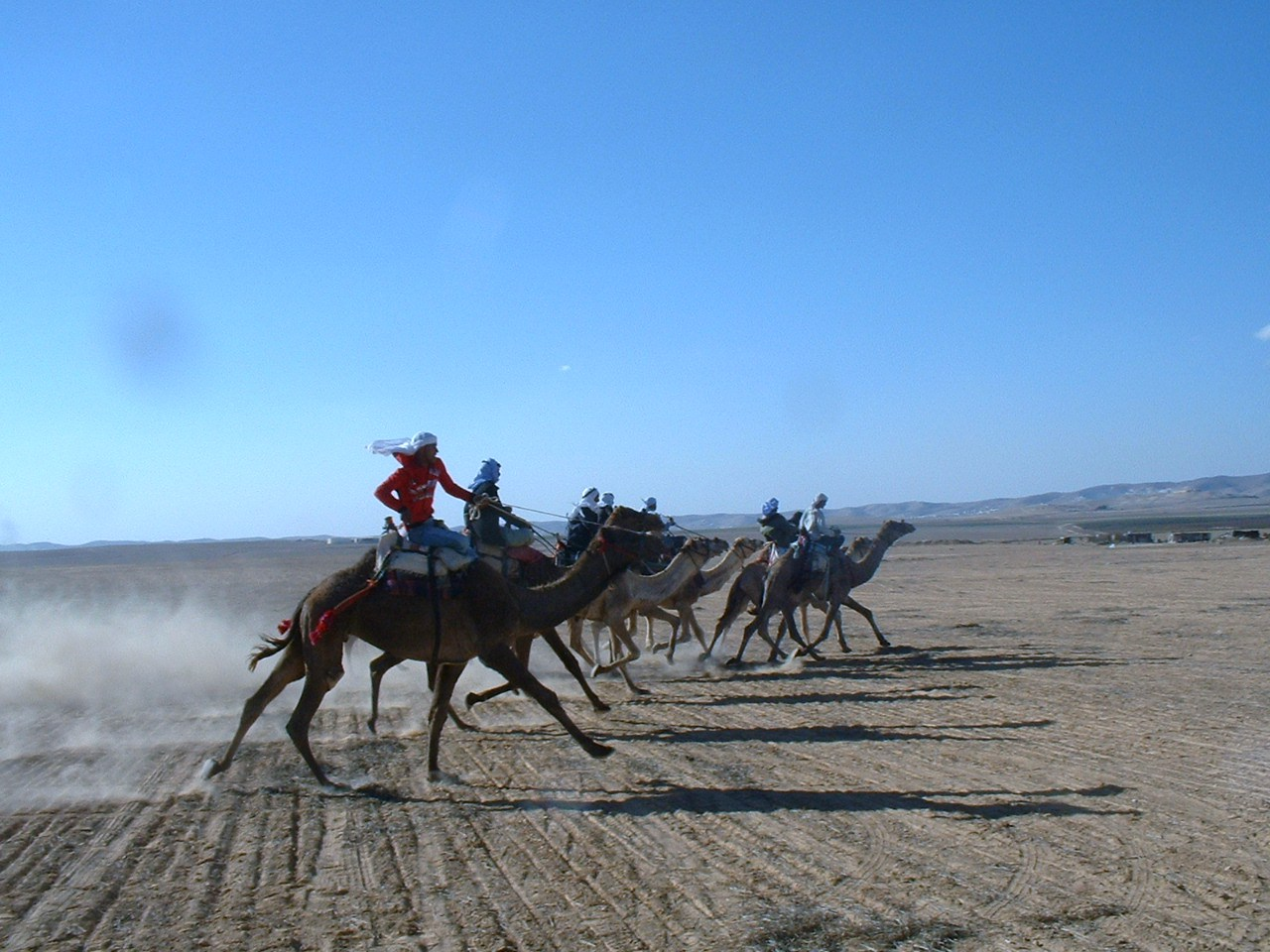
Traditionelles Beduinen-Kamelrennen im nördlichen Negev nahe ʿArad, Israel

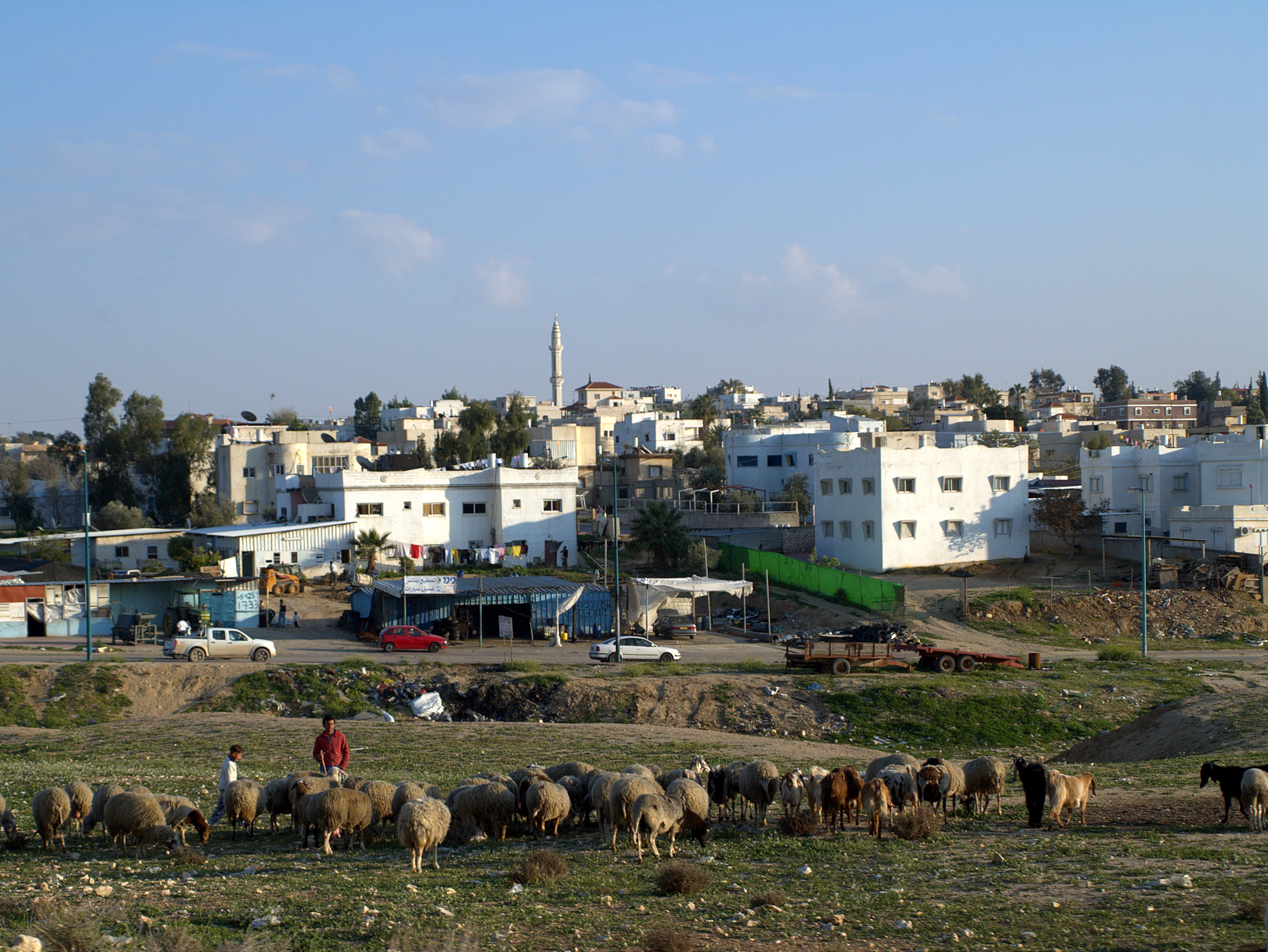
Rahat, die größte Beduinenstadt im Negev

Dem israelischen Außenministerium zufolge leben 110.000 Beduinen im Negev, 50.000 in Galiläa und 10.000 in Zentralisrael.
Der Begriff „Beduine“ (arabisch „Badawi“, „nicht sesshaft“ oder „nomadisch“) bezeichnet ethnische Gruppen nomadischer Wüstenbewohner von der westlichen Sahara bis zu den Wüsten Nadschd und Negev (arabisch „Naqab“). Während der zweiten Hälfte des 19. Jahrhunderts veränderte sich das traditionelle Leben der nomadischen viehzüchtenden Beduinen in Palästina. Die Beduinen wurden zu einer halbnomadischen landwirtschaftlichen Gemeinschaft mit einer starken Betonung der landwirtschaftlichen Produktion und der Privatisierung von Stammesland. Die Beduinen in Israel werden zwar weiterhin als Nomaden angesehen, heute sind sie jedoch alle vollständig sesshaft, und etwa die Hälfte sind Stadtbewohner.
Vor der Gründung Israels 1948 lebten schätzungsweise 65.000 bis 90.000 Beduinen im Negev. Die 11.000 Beduinen, die blieben, wurden in den 1950er- und 1960er-Jahren von der israelischen Regierung in ein siyag-Territorium („eingezäuntes Land“) umgesiedelt, ein wenig fruchtbares Gebiet im Nordosten des Negev, das etwa 10 % der Wüste Negev umfasst. Die Beduinen des Negev lebten wie der Rest der arabischen Bevölkerung in Israel bis 1966 unter Militärrecht. Danach wurden viele Einschränkungen aufgehoben und die Beduinen durften sich auch außerhalb des siyag-Territoriums bewegen, aber nicht außerhalb wohnen. Die Beduinen lebten schließlich auf einem Gebiet, das nur 2 % des Negev umfasste und kehrten nie wieder in ihre früheren Gebiete zurück.
Die israelische Regierung ermutigt die Beduinen, sich in den eigens gebauten Entwicklungsstädten dauerhaft anzusiedeln. Etwa die Hälfte der Beduinen lebt in sieben Städten, die zwischen 1979 und 1982 von der israelischen Regierung errichtet wurden. Die größte Beduinensiedlung ist die Stadt Rahat; Ar'arat an-Naqab (ʿArʿara BaNegev), Bir Hadaj, Hura, Kuseife, Lakiya, Shaqib al-Salam und Tel Schewa sind weitere Beduinen-Städte.
Etwa 40 bis 50 % der israelischen Beduinen leben in ungefähr 40 sogenannten nicht anerkannten Beduinendörfern. Die nicht anerkannten Dörfer haben kein Recht auf kommunale Leistungen wie Anschluss ans Strom- und Wassernetz oder Müllabfuhr. Auf kommerziellen Landkarten sind sie nicht korrekt verzeichnet.

### Drusen

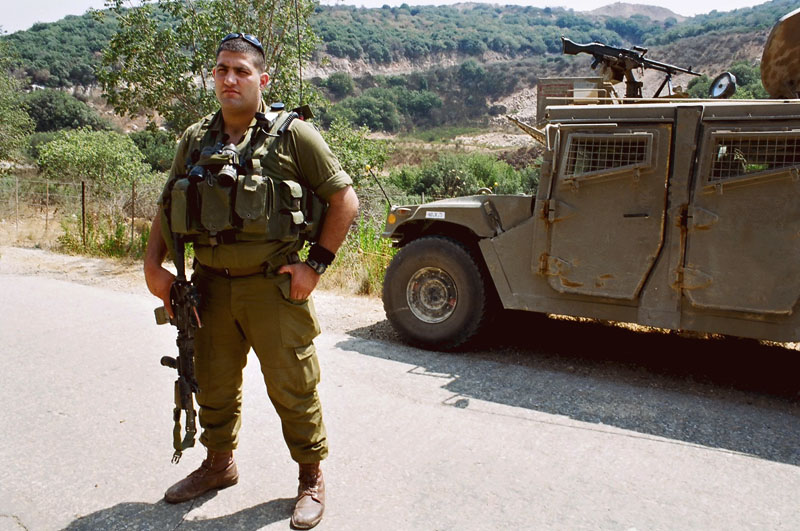
Drusischer Kommandant des Cherev-Bataillons der Israelischen Streitkräfte

Die Drusen sind Mitglieder einer Religionsgemeinschaft, die in vielen Ländern leben, vorwiegend aber in Bergregionen Israels, Syriens und des Libanons. Die israelischen Drusen leben hauptsächlich im Norden des Landes, besonders im Gebiet der ehemaligen Ir haKarmel in der Nähe von Haifa. Drusen leben auch in Orten der 1967 eroberten und 1981 von Israel annektierten syrischen Golanhöhen, etwa in Madschdal Schams, haben dort aber in der Regel darauf verzichtet, von ihrem Recht Israelis zu werden, Gebrauch zu machen.
In Einklang mit der drusischen Religion dienen Drusen immer dem Land, in dem sie leben. Obwohl die israelischen Drusen ebenso wie die syrischen und libanesischen Drusen Arabisch sprechen, betrachten sie sich selbst oft als Israelis und sehen sich im Gegensatz zu den arabischen Muslimen, denen Drusen als Anhänger einer nachislamisch gegründeten Religion als Abtrünnige gelten, und arabischen Christen nur selten als Palästinenser. Bereits 1939 verbündete sich die Führung eines drusischen Dorfes offiziell mit zionistischen Milizen wie der Haganah. Die israelische Regierung, die die Drusen gemäß der gesetzlich gegebenen Religionsfreiheit schon 1957 per Gesetz als eigenständige Religionsgemeinschaft anerkannt hatte, förderte eine Identifikation als „israelischer Druse“. Umgekehrt schätzen Drusen den Schutz der Religionsfreiheit in Israel, die mitunter lebensgefährlichen muslimischen Anfeindungen wegen Apostasie vom Islam wehrt.
Das israelische Innenministerium definiert die Drusen im Zensus als eigenständige ethnische Gruppe. Im israelischen Bildungssystem, das in hebräischsprachige und arabischsprachige Schulen unterteilt ist, genießen die Drusen Autonomie innerhalb des arabischsprachigen Sektors.
Während des Völkerbundmandats für Palästina zeigten die Drusen wenig Interesse für das im 20. Jahrhundert wachsende Streben zu panarabischer Einheit und beteiligten sich nicht an den frühen arabisch-jüdischen Streitigkeiten dieser Ära. 1948 meldeten sich viele junge Drusen als Freiwillige zur israelischen Armee und kämpften aktiv an der Seite der Israelis. Während des Krieges von 1948 wurden im Gegensatz zu den Dörfern der arabischen Muslime und Christen keine drusischen Dörfer zerstört, und drusische Dörfer wurden auch nicht dauerhaft von ihren Bewohnern verlassen. Viele Drusen fühlen sich zu israelischen Parteien des rechten Flügels hingezogen, ganz im Gegensatz zu den meisten anderen arabischen Israelis, sie wählen oft rechte muslimisch-arabische Parteien. So war Ayoob Kara Abgeordneter des konservativen Likud in der Knesset, und auch Parteien wie Schas und Jisra’el Beitenu waren bei drusischen Wählern erfolgreich.

### Christen
In Israel leben mehr als 117.000 arabische Christen. Sie machen etwa 9 % der arabischen Bevölkerung Israels aus. Ca. 70 % von ihnen leben im israelischen Nordbezirk in den Städten Gisch, Eilaboun, Kafr Jasif, Kafr Kanna, Iʿbillin, und Schefa-ʿAmr. Die zahlenmäßig größte Gemeinschaft arabischer Christen gibt es in Nazaret (2022 etwa 24.100 bzw. 30,9 % Christen unter 78.000 Einwohnern). Es folgt Haifa mit 20.000 Christen (2021), darunter 16.100 Araber und Aramäer. Außerdem leben Christen in mehreren anderen Dörfern, darunter in Fassuta und Miʿilya, wo sie je eine über 90-prozentige Mehrheit bilden, und auch in einigen drusischen Orten wie Hurfaysch und Maghar.
Christliche Araber spielten in den arabischen politischen Parteien Israels eine wichtige Rolle. Zu den herausragenden Politikern zählten George Hakim, Emile Toma, Tawfik Toubi, Emil Habibi und Azmi Bishara.
Wichtige Christen im religiösen Leben Israels sind u. a. die Erzbischöfe der melkitisch-katholischen Erzeparchie Akka, Elias Chacour und Boutros Mouʿallem, der maronitischen Erzeparchie Haifa e Terra Santa, Paul Nabil El-Sayah und Moussa al-Hage, der Lateinische Patriarch von Jerusalem, Michel Sabbah, sowie der Bischof der Evangelisch-Lutherischen Kirche in Jordanien und im Heiligen Land, Munib Younan.
Der christliche Araber Salim Joubran war der erste nichtjüdische Richter, der im Mai 2004 auf Dauer an das Oberste Gericht Israels berufen wurde.

### Selbstidentifikation
Das Verhältnis der arabischen Bürger zum Staat Israel ist häufig von Spannungen belastet und kann im Kontext der Beziehungen zwischen Minderheiten und staatlichen Organen weltweit gesehen werden. Die arabischen Israelis betrachten sich selbst als indigenes Volk. Die Spannungen zwischen der nationalen Identität als palästinensische Araber und der Identität als Staatsbürger Israels beschrieb das arabische Mitglied der Knesset ʿAbd al-ʿAziz Zuʿbi, und ab 1971 erstes nichtjüdisches Kabinettsmitglied Israels, mit dem berühmten Satz: „Mein Staat ist im Krieg mit meinem Volk“.
Einer Studie von 2006 zufolge sind die meisten arabischen Israelis nicht stolz auf ihre Staatsbürgerschaft (56 %) und nicht bereit, zu kämpfen, um den Staat zu verteidigen (73 %). Nur 24 % der israelischen Araber gaben an, patriotisch oder sehr patriotisch zu sein. Im Kontrast dazu steht der hohe Anteil von arabischen Israelis, die glauben, dass Israel besser als die meisten anderen Länder sei (77 %) – dies ist einer der höchsten Prozentsätze in den entwickelten Ländern für diese Frage. 82 % der arabischen Befragten sagten, sie seien lieber israelische Bürger als Bürger irgendeines anderen Landes.
Die National Resilience Survey unter Leitung von Yussuf Hassan von der Universität Tel Aviv untersuchte 2008 auch die Selbstidentifikation der verschiedenen Gruppen arabischer Israelis und kam zu dem Ergebnis, dass sich 43 % der muslimischen Araber als palästinensische Araber, 15 % als arabische Israelis und 4 % als muslimische Israelis definieren. Bei den christlichen Arabern betrachten sich 24 % als palästinensische Araber, 24 % als arabische Israelis und 24 % als christliche Israelis. Im Unterschied dazu definierten sich über 94 % der jungen Drusen im religiösen und nationalen Kontext als drusische Israelis.
Die Araber, die in Ostjerusalem leben, das seit dem Sechstagekrieg 1967 von Israel besetzt und verwaltet wird und ab 1980 de jure annektiert ist, bilden eine eigene Kategorie. Sie erhielten kurz nach dem Krieg den speziellen Aufenthaltsstatus als Ständige Einwohner und als solche Personalausweise für Staatenlose. Die meisten haben jedoch darauf verzichtet, die israelische Staatsbürgerschaft zu beantragen, zu der sie berechtigt wären, und stehen in enger Verbindungen mit dem Westjordanland. Als Ständige Einwohner sind sie bei den Jerusalemer Kommunalwahlen wahlberechtigt, nur ein kleiner Teil nimmt dieses Recht aber in Anspruch.
Schließlich gibt es noch die auf den seit 1967 von Israel besetzten und verwalteten Golanhöhen lebenden Drusen, die seit 1981 per Gesetz ebenfalls den Status als Ständige Einwohner haben. Ihre überwiegende Mehrheit betrachtet sich als syrische Staatsbürger und nur wenige haben die israelische Staatsbürgerschaft angenommen.
Im Jahr 2013 drehte der junge Regisseur Wisam Zureik den Dokumentarfilm Woher kommst du? Der Film beschäftigt sich mit dem Identitätsdilemma Angehöriger der arabischen Minderheit in Israel und erzählt, wie unterschiedliche arabische Menschen sich selbst in Israel finden. Die Frage „Woher kommst du?“ ist hierbei der zentrale Punkt jedes Treffens. Der Filmemacher zielt darauf ab, seine eigene Identität nach diesen Begegnungen definieren zu können.

## Bevölkerung
Im israelischen Nordbezirk stellen arabische Israelis mit 52 % die Mehrheit der Bevölkerung. Etwa die Hälfte der arabischen Bevölkerung lebt in 114 verschiedenen Orten in ganz Israel. Insgesamt gibt es in Israel 122 überwiegend arabische Orte, davon 89 mit mehr als 2.000 Einwohnern. Wenige arabische Ortschaften sind seit 1948 in Israel neu entstanden, die sieben Entwicklungsstädte sowie der Regionalrat von Abu Basma, die von der Regierung für die Beduinen des Negev errichtet wurden, um diese dort dauerhaft anzusiedeln (siehe Abschnitt Beduinen) oder ʿArab al-ʿAramischeh (in den 1950ern), ʿAyn Naqquba (1962) und Bʾir al-Maksur (in den 1950ern).
46 % der arabischen Israelis (622 400 Personen) leben in vorwiegend arabischen Orten im Norden des Landes. Israels größte arabische Stadt ist Rahat mit fast 80 000 Einwohnern (2022), fast ausschließlich Muslime. Nazareth mit 78 000 Einwohnern (2022), davon ca. 53 000 Muslime, ist die zweitgrößte israelische Stadt mit mehrheitlich Einwohnern arabischer Ethnizität. In Schefa-ʿAmr mit etwa 32 000 Einwohnern gibt es große muslimische, christliche und drusische Bevölkerungsanteile.
Die größte arabische Gemeinschaft (209 000 Personen im Jahr 2000) lebt in Jerusalem. In der Stadt mit einer sehr gemischten Bevölkerung sind 33 % der Einwohner Araber. Im Bezirk Jerusalem, die Stadt und das westlich angrenzende Gebiet mit Abu Gosch und ʿAyn Naqquba umfassend, wohnen insgesamt 19 % aller arabischen Israelis.
14 % der arabischen Bevölkerung leben im Bezirk Haifa, vor allem in der Region Wadi Ara. Hier befindet sich die mit 43 000 Einwohnern größte muslimische Stadt Umm al-Fahm Israels. Andere Städte mit einer großen arabischen Bevölkerung in diesem Bezirk sind Baka-Dschat und Karmel. 9 % der Einwohner von Haifa sind Araber; viele von ihnen wohnen im Stadtteil Wadi Nisnas.
10 % der arabischen Bevölkerung lebt im israelischen Zentralbezirk, besonders in den Städten Tayyibe, Tira und Qalansawe sowie in den gemischten Städten Lod und Ramla, die eine vorwiegend jüdische Bevölkerung haben. Mit arabischen Orten im Bezirk Haifa bilden diese arabischen Siedlungsbereiche den Meschullasch (auch muslimisches Dreieck genannt).
10 % der arabischen Israelis leben in Beduinenortschaften im Nordwesten des Negev. Die Beduinenstadt Rahat ist die einzige arabische Stadt im Südbezirk des Landes und die größte arabische Stadt Israels.
Das restliche 1 % der arabischen Israelis lebt in Städten mit überwiegend jüdischer Bevölkerung wie Nof HaGalil, in dem 9 % der Bevölkerung Araber sind, und Tel Aviv (4 % Araber).
Im Februar 2008 kündigte die Regierung den Bau der ersten neuen arabischen Stadt in Israel an. Haʾaretz zufolge war „… seit der Gründung des Staates Israel nicht eine einzige neue arabische Ortschaft gegründet worden, mit Ausnahme der Ansiedlungsprojekte für Beduinen im Negev.“

### Wichtige arabische Bevölkerungszentren

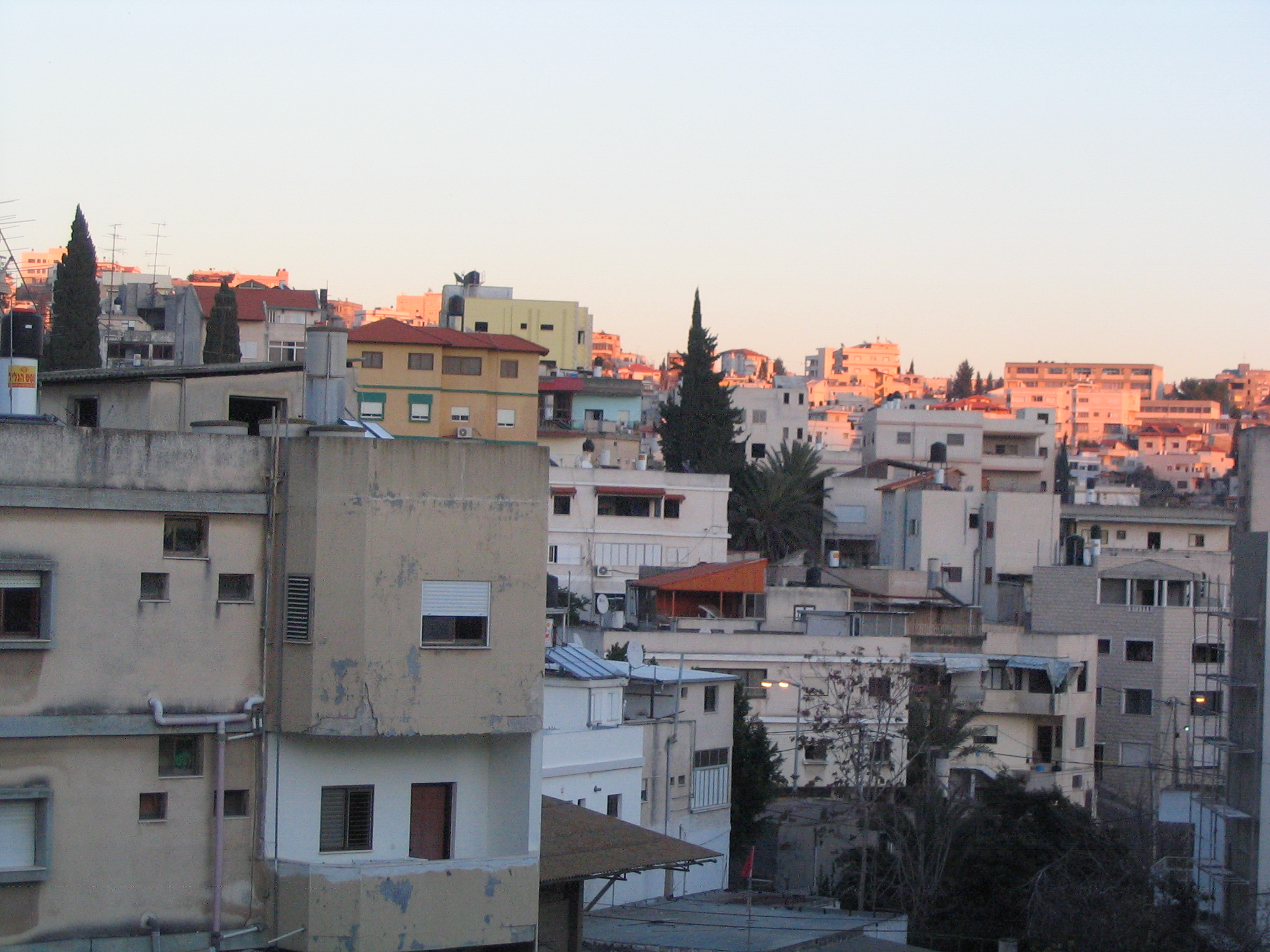
Nazareth, wo sowohl Muslime als auch Christen leben, ist die zweitgrößte arabische Stadt Israels.

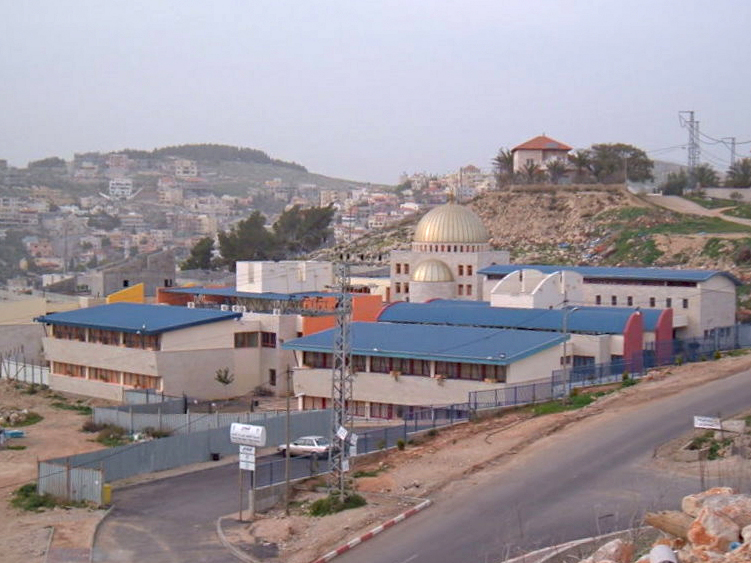
Umm al-Fahm, die drittgrößte arabische Stadt Israels

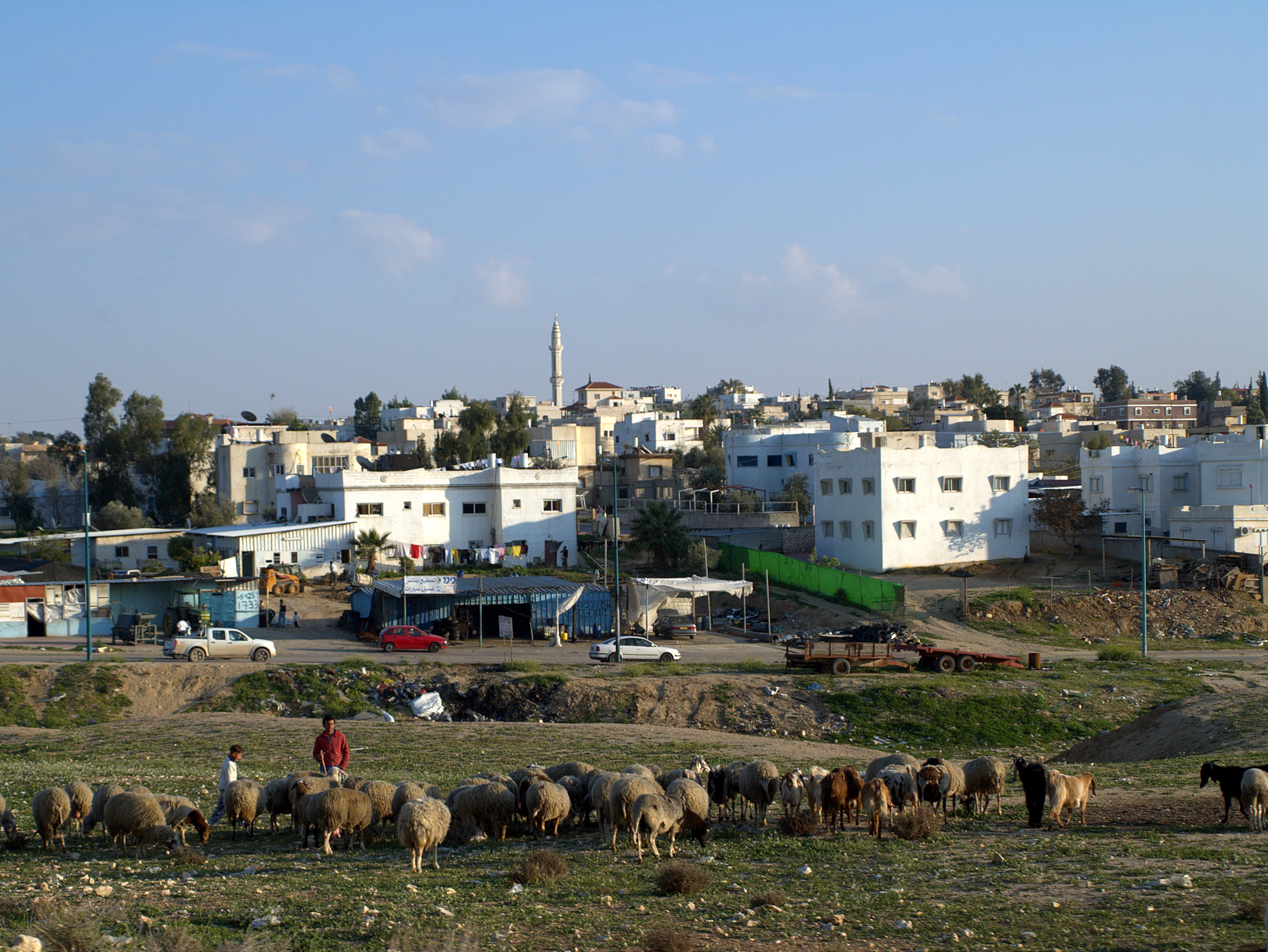
Rahat, größte arabische Stadt Israels

Mit arabischen Bevölkerungszentren sind hier bedeutende Orte mit fast ausschließlich arabischer Bevölkerung gemeint; nicht einbezogen sind die teils sogar größeren arabischen Gemeinschaften in Städten mit jüdischer Bevölkerungsmehrheit (etwa Haifa und Jerusalem).
Araber bilden die Mehrheit der Bevölkerung im Herzen von Galiläa und in den Gebieten des Meschullaschs entlang der Grünen Linie, d. h. der nach 1949 gültigen Grenze zum damals jordanischen Westjordanland, einschließlich der israelischen Region Wadi Ara. Arabische Beduinen bilden die Mehrheit im nordöstlichen Bereich des Negev.
| Ort                                              | Einwohner 2022 / 2008 insgesamt / Änderung | Bezirk        |
| ------------------------------------------------ | ------------------------------------------ | ------------- |
| Rahat                                            | 79 064 / 43 700 / + 80,92 %                | Südbezirk     |
| Nazaret                                          | 78 007 / 66 300 / + 17,65 %                | Nordbezirk    |
| Umm al-Fahm                                      | 58 665 / 44 400 / + 32,13 %                | Bezirk Haifa  |
| Tayibe                                           | 46 020 / 35 500 / + 29,63 %                | Zentralbezirk |
| Schefa-ʿAmr                                      | 43 543 / 34 900 / + 24,77 %                | Nordbezirk    |
| Tamra                                            | 35 834 / 27 800 / + 28,9 %                 | Nordbezirk    |
| Sachnin                                          | 33 188 / 25 500 / + 30,15 %                | Nordbezirk    |
| Baqa al-Gharbiyya Baqa-Dschatt (2003–2010)       | 31 397 / 33 100 / - 5,15 %                 | Bezirk Haifa  |
| Vorige Gemeinden restituiert Shaghur (2003–2009) | - / 30 500                                 | Nordbezirk    |
| Tira                                             | 27 802 / 21 900 / + 26,95 %                | Zentralbezirk |
| ʿArraba                                          | 27 115 / 21 100 / + 28,51 %                | Nordbezirk    |
| Vorige Gemeinden restituiert Karmel (2003–2008)  | - / 25 200                                 | Bezirk Haifa  |
| Maghar                                           | 23 998 / 19 600 / + 22,44 %                | Nordbezirk    |
| Kafr Kanna                                       | 24 108 / 18 800 / + 28,23 %                | Nordbezirk    |
| Qalansawe                                        | 24 205 / 19 000 / + 27,39 %                | Zentralbezirk |

### Die „demografische Bedrohung“
Im Nordosten Israels nimmt der Anteil der jüdischen Bevölkerung ab. Die wachsende arabische Bevölkerung in Israel und der Fakt, dass arabische Israelis in zwei wichtigen geographischen Regionen – in Galiläa und im Gebiet Meschulasch – die Mehrheit bilden, haben in den letzten Jahren zu zunehmenden politischen Auseinandersetzungen geführt. Wahid ʿAbd Al-Magid, der Herausgeber des „Arab Strategic Report“ von Al-Ahram Weekly’s, sagte 2001 zwar voraus, dass arabische Israelis „im Jahr 2035 in der Mehrzahl sein könnten und dass sie 2048 mit Sicherheit die Mehrheit bilden werden“, doch liegt der Anteil der Araber an der israelischen Bevölkerung 2020 bei etwas mehr als 20 %, so dass von einer greifbaren Gefahr für den jüdischen Charakter Israels keine Rede sein kann. Die höchste Geburtenrate der arabischen Israelis haben die Muslime, gefolgt von den Drusen und den Christen. Der Begriff demografische Bedrohung (oder demografische Bombe) wird in der israelischen Politik genutzt, um die Zunahme der arabischen Bevölkerung als Bedrohung für den Status Israels als Heimatland der Juden mit einer jüdischen Bevölkerungsmehrheit darzustellen.
Der israelische Historiker Benny Morris sagte 2004, dass er zwar gegen die Verdrängung oder Vertreibung arabischer Israelis sei, die in der israelischen Politik gelegentlich als Option genannt wird (Verhinderung der Wiedereinreise nach Auslandsaufenthalten, Bevölkerungsaustausch, Tausch arabisch besiedelter Gebiete des Staates Israel gegen jüdische Siedlungsgebiete im Westjordanland im Falle der Gründung eines palästinensischen Staates), doch im Fall eines „apokalyptischen“ Szenarios, bei dem Israel mit Massenvernichtungswaffen angegriffen und in seiner Existenz bedroht würde, könnte auch Morris zufolge die Vertreibung die einzige Möglichkeit sein, um als jüdischer Staat zu überleben. Er verglich arabische Israelis sowohl in demografischer Hinsicht als auch unter Sicherheitsaspekten mit einer „Zeitbombe“ („potentielle Fünfte Kolonne“) und sagte, sie seien dafür verantwortlich, den Staat in Kriegszeiten auszuhöhlen.
Verschiedene Politiker haben die Araber in Israel als demografische Bedrohung und Sicherheitsrisiko bezeichnet.
Benjamin Netanyahu nutzte den Begriff „demografische Bombe“ 2003, als er sagte, dass Israel nicht in der Lage wäre, eine Bevölkerungsmehrheit der Juden zu erhalten, wenn der Anteil der arabischen Bürger über das gegenwärtige Niveau von 20 % stiege. Arabische Knesset-Mitglieder und mehrere Bürgerrechts- und Menschenrechtsorganisationen wie die Association for Civil Rights in Israel kritisierten Netanyahus Bemerkungen als rassistisch. Bereits in internen israelischen Regierungsdokumenten von 1976, die als Koenig Memorandum bekannt sind, finden sich Anspielungen auf eine „demografische Bedrohung“; das Memorandum entwirft einen Plan zur Reduzierung der Zahl arabischer Israelis und ihres Einflusses in der Region Galiläa.
Die israelische Tageszeitung Maʿariv veröffentlichte 2003 einen Artikel mit der Überschrift „Special Report: Polygamy is a Security Threat“ (Spezialbericht: Polygamie ist ein Sicherheitsrisiko) zu einem Bericht des damaligen Direktors der israelischen Bevölkerungsbehörde Herzl Gedj; der Bericht behauptet, dass die Polygamie im Beduinensektor ein „Sicherheitsrisiko“ sei, und befürwortet Maßnahmen zur Senkung der Geburtenrate in der arabischen Bevölkerung. Die Bevölkerungsbehörde ist eine Abteilung des National Demographic Council. Dessen Aufgabe ist dem israelischen Zentralbüro für Statistik zufolge „die Steigerung der jüdischen Geburtenrate, indem Frauen mithilfe von Regierungsdarlehen, Wohnzuschüssen und anderen Anreizen ermutigt werden, mehr Kinder zu bekommen.“ 2008 ernannte der Innenminister Yaʿakov Ganot zum neuen Direktor der Bevölkerungsbehörde, Haʾaretz zufolge ist dies „… wahrscheinlich die wichtigste Ernennung, die ein Innenminister vornehmen kann.“
Laut einer 2011 veröffentlichten Studie hatte der jüdische Anteil an der israelischen Bevölkerung zugenommen, der arabische Anteil dagegen abgenommen. Die Studie zeigt, dass die Geburtenrate jüdischer Israelinnen 2010 um 31 % gestiegen war und dass 19 000 Diaspora-Juden nach Israel eingewandert waren, während die Geburtenrate arabischer Israelinnen um 1,7 % gesunken war.
Im Gazastreifen, ägyptisch besetzt (1948–1967) und dann israelisch (1967–2005), und im Westjordanland, jordanisch annektiert (1948–1988) und israelisch kontrolliert (seit 1967), leben insgesamt 5.350.000 Palästinenser. Würden diese ebenfalls Israelis, wäre das Demographie-Problem Israels deutlich. Von den 700.000 arabischen Palästinensern, die 1948/1949 aus dem nachmaligen Staatsgebiets Israels geflohen oder vertrieben worden waren, waren 236.000 Geflüchtete im Jahre 2016 unter den Lebenden, 2025 möglicherweise 188.800 Personen. Sollten sie und alle ihre Nachfahren, die die UNWRA als Flüchtlinge registriert, sowie in ihrer Heimat verbliebene arabische Palästinenser und deren Nachfahren weltweit außerhalb der Grenzen Israels, womöglich 14.000.000 Personen, ein Recht auf Einbürgerung in Israel bekommen, wäre dies für die bisherige Gesellschaftsstruktur Israels grundstürzend. Obwohl die meisten Staaten in ihren Grenzen geborenen Nachfahren Geflüchteter das Bürgerrecht qua Geburt oder per vereinfachtem Verfahren erteilen, verwehren die arabischen Bruderstaaten dies Nachfahren palästinensischer Geflüchteter, weshalb die Nachfahren zu einem sehr grossen Teil Staatenlose bleiben, zum deren Nachteil, bleibt ihnen doch der Schutz eines eigenen Staates verwehrt wie oft auch Reisedokumente.

### Gebietstausch und Bevölkerungsaustausch
Einige israelische Politiker befürworten Gebietstausch-Pläne, um die zukünftige Mehrheit der jüdischen Bevölkerung in Israel sicherzustellen. Ein spezifischer Vorschlag ist, dass Israel die Souveränität eines Teils des von Arabern bewohnten Gebietes des Meschullaschs (mit Wadi ʿAra) westlich der Grünen Linie einem zukünftigen Palästinensischen Staat überträgt und im Gegenzug die formelle Souveränität über die wichtigen jüdischen Siedlungsblöcke erhält, die im Westjordanland östlich der Grünen Linie liegen.
Avigdor Lieberman von der Partei Jisraʾel Beitenu, der viertgrößten Fraktion in der Knesset, ist einer der führenden Befürworter des Transfers großer arabischer Städte, die in Israel in der Nähe der Grenze zum Westjordanland liegen (z. B. Tayyibe, Umm al-Fahm, Baqa al-Gharbiyye) in die Rechtshoheit der Palästinensischen Autonomiebehörde im Tausch für israelische Siedlungen im Westjordanland. Die Londoner Times schreibt dazu: „Lieberman plant, Israels Status als jüdischen Staat zu stärken, indem 500.000 Personen der arabischen Minderheit in Israel ans Westjordanland übergehen werden, durch die einfache Lösung, dass einige arabisch-israelische Städte in Nordisrael dem Westjordanland zugeschlagen werden. Weitere 500.000 Menschen wären ihres Rechts zu wählen beraubt, wenn es ihnen nicht gelänge, dem Zionismus ihre Loyalität zu versichern.“
Im Oktober 2006 trat Jisraʾel Beitenu offiziell der Regierungskoalition unter Führung der Kadima bei. Nachdem das israelische Kabinett Avigdor Liebermans Ernennung zum Minister für Strategische Bedrohungen bestätigt hatte, trat der Minister für Wissenschaft, Technologie, Kultur und Sport Ophir Pines-Paz von der Arbeitspartei von seinem Amt zurück. In seinem Rücktrittsgesuch an Ehud Olmert schrieb er: „Ich könnte nicht mit einem Minister in der Regierung sitzen, der Rassismus predigt.“
Der Lieberman-Plan erregte unter arabischen Israelis viel Unruhe, da er sie ausdrücklich als einen inneren Feind behandelt. Verschiedene Umfragen zeigen, dass arabische Israelis nicht ins Westjordanland oder in den Gazastreifen umgegliedert werden wollen, wenn dort ein Palästinenserstaat gebildet wird. In einer Umfrage, die Kul Al-ʿArab unter 1000 Einwohnern von Umm Al-Fahm durchführte, waren 83 % der Befragten gegen die Idee, ihre Stadt unter palästinensische Hoheit zu transferieren, 11 % unterstützten den Vorschlag und 6 % machten keine Angaben.
Von denjenigen, die dagegen waren, sagten 54 %, dass sie keinem palästinensischen Staat angehören wollten, weil sie weiterhin in einem demokratischen Staat leben wollten und einen hohen Lebensstandard hätten. 18 % gaben an, dass sie mit ihrer gegenwärtigen Situation zufrieden seien, dass sie in Israel geboren worden seien und kein Interesse hätten, in einen anderen Staat zu ziehen und 14 % sagten, sie seien nicht bereit, Opfer für die Gründung eines palästinensischen Staates zu bringen. 14 % machten keine Angaben.

### Geburtenraten
Eine Studie von Januar 2006 auf der Grundlage statistischer Daten weist die Drohung der „demografischen Zeitbombe“ zurück; sie zeigt, dass die Geburten jüdischer Israelis gestiegen sind, während die Geburten arabischer Israelis begonnen haben, zurückzugehen. Die Studie wies auf Mängel bei früheren demografischen Prognosen hin; so gab es z. B. schon in den 1960er-Jahren Vorhersagen, dass die Araber in den 1990er-Jahren die Bevölkerungsmehrheit bilden würden. Sie zeigte auch, dass die Geburtenraten von christlichen Arabern und Drusen niedriger waren als die Geburtenrate jüdischer Israelis. Die Studie nutzte Daten einer Gallup-Umfrage, um zu zeigen, dass die gewünschte Familiengröße bei arabischen und jüdischen Israelis gleich ist. Für 2025 prognostiziert die Studie, dass Araber dann nur 25 % der israelischen Bevölkerung ausmachen werden, nachdem ihr Anteil 1949 noch 13,6 % ausgemacht hatte.:5 Die Beduinen mit ihrer hohen Geburtenrate werden jedoch im Süden Israels weiterhin als demografische Bedrohung wahrgenommen, und verschiedene Entwicklungspläne wie der Blueprint Negev beschäftigen sich mit diesem Thema.

## Politik

### Arabische politische Parteien
In Israel gibt es drei wichtige arabische Parteien: Chadasch (eine arabisch-jüdische Partei mit starker arabischer Beteiligung), Balad und die Vereinigte Arabische Liste, eine Koalition verschiedener politischer Organisationen, zu der auch die Islamische Bewegung in Israel gehört. Eine weitere, kleinere Partei ist Taʿal. Alle vier Parteien vertreten in erster Linie arabisch-israelische und palästinensische Interessen. Die Islamische Bewegung ist eine islamistische Organisation mit zwei Fraktionen: Eine Fraktion erkennt das Existenzrecht Israels nicht an, die andere kämpft gegen Israels Existenz als jüdischer Staat.
Bei der ersten israelischen Wahl 1949 traten zwei arabische Parteien an, eine von ihnen, die Demokratische Liste von Nazareth, gewann zwei Sitze. Bis in die 1960er-Jahre bildeten alle arabischen Parteien in der Knesset ein Bündnis mit der regierenden Partei Mapai.
Bei den israelischen Parlamentswahlen 2006 wählten 30 % der Araber zionistische Parteien, bei den Wahlen 2003 waren es noch 25 %, 1999 aber schon einmal 30,5 % und 1996 33,4 %. Die bei arabischen Israelis beliebtesten zionistischen Parteien gehören zum linken Flügel, z. B. Meretz-Yachad oder die frühere Partei Am Echad („Ein Volk“). Einige Drusen wählen auch Parteien des rechten Flügels wie Likud und Jisraʾel Beitenu sowie die Zentrumspartei Kadima.

### Repräsentation in der Knesset

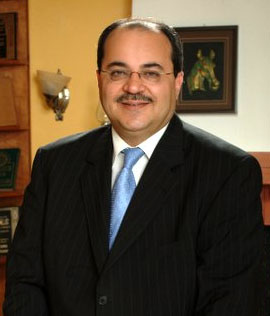
Ahmad Tibi, der Vorsitzende der arabischen Partei Taʿal, ist gegenwärtig der stellvertretende Sprecher der Knesset

Bereits in der ersten Knesset waren palästinensische Araber vertreten. Heute sind 13 der 120 Mitglieder der 18. Knesset arabische Israelis, sie vertreten vorwiegend arabische Parteien.
In der Vergangenheit und auch heute kam und kommt es immer wieder zu polizeilichen Ermittlungen gegen arabische Knessetmitglieder wegen ihrer Besuche in Ländern, mit denen Israel sich im Kriegszustand befindet oder die das israelische Gesetz als feindliche Länder einstuft. Nach einem Besuch des Knessetmitglieds Mohammad Barakeh in Syrien wurde dieses Gesetz erweitert, die Abgeordneten müssen nun für den Besuch dieser Länder ausdrücklich die Erlaubnis des Innenministers einholen. Im August 2006 besuchten die Knessetmitglieder Azmi Bishara, Jamal Zahalka und Wasil Taha von Balad Syrien, ohne vorher die Erlaubnis beantragt oder erhalten zu haben, daraufhin wurden strafrechtliche Ermittlungen gegen sie aufgenommen. Das frühere arabische Knessetmitglied Muhammad Miari wurde am 18. September 2006 wegen des Verdachts des Besuchs eines feindlichen Landes ohne offizielle Erlaubnis von der Polizei über seinen kurz zuvor erfolgten Besuch in Syrien verhört. Im Zusammenhang mit der gleichen Reise wurde auch ein anderes früheres Knessetmitglied, Muhammad Kanaan von der Polizei befragt. 2010 besuchten sechs arabische Knessetabgeordnete Libyen, einen offen antizionistischen Staat, und trafen sich mit Muammar al-Gaddafi und verschiedenen höheren Regierungsbeamten. Gaddafi drängte sie, sich für eine Einstaatenlösung einzusetzen, und forderte die Araber auf, sich zu „vervielfachen“, um jedwede „Komplotte“ mit dem Ziel ihrer Vertreibung zu vereiteln.
Einer 2002 von der Arabischen Assoziation für Menschenrechte (HRA) in Auftrag gegebenen Studie zufolge wurden in den vorangegangenen drei Jahren acht von neun arabischen Knessetabgeordnete von israelischen Polizei- oder Sicherheitskräften bei Demonstrationen geschlagen. Die Studie mit dem Titel „Silencing Dissent“ beschäftigt sich mit der Verletzung der politischen Rechte der arabischen Parteien Israels. Sie führt auch aus, dass verschiedene Gesetze verabschiedet wurden, darunter drei Wahlgesetze (z. B. zum Ausschluss politischer Parteien von den Wahlen) und zwei Gesetze im Zusammenhang mit der Knesset, deren Ziel es ist, „… die Rechte der Minderheit [der arabischen Bevölkerung], öffentliche Repräsentanten zu wählen und die Möglichkeiten dieser Repräsentanten, unabhängige politische Plattformen zu schaffen und ihre Pflichten auszuüben, deutlich zu beschränken.“

### Repräsentation im öffentlichen Sektor
Ende 2002 waren 6,1 % der 56 362 öffentlichen Angestellten in Israel Araber. Premierminister Ariel Sharon erklärte 2004, dass im Aufsichtsrat jedes staatlichen Unternehmens mindestens ein arabischer Israeli vertreten sein muss. Dem Guardian zufolge waren 2006 nur 5 % der Angestellten im öffentlichen Dienst Araber, während ihr Anteil an der Bevölkerung etwa 20 % beträgt, und diese wurden häufig für den Umgang mit anderen Arabern eingestellt.

### Repräsentation in Politik, Militär und Rechtswesen
Kabinett:

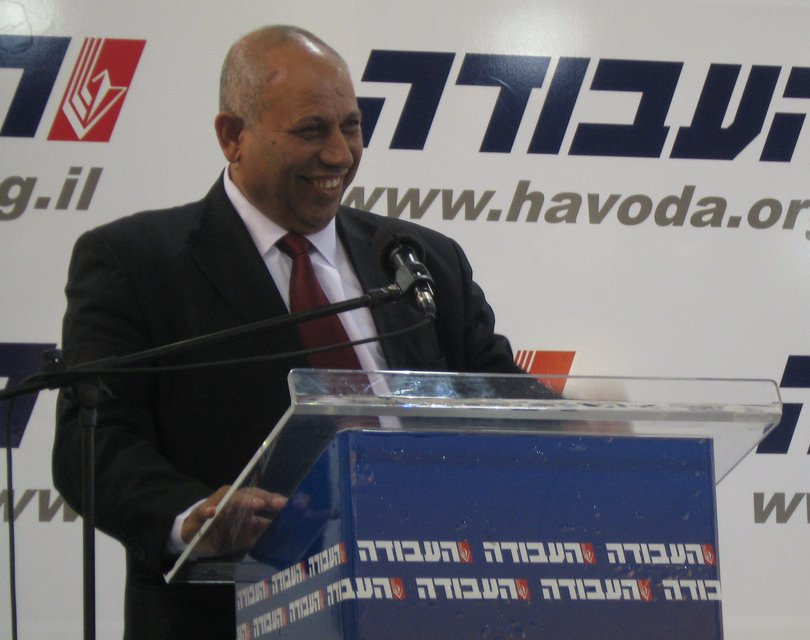
Raleb Majadele, der erste nicht drusische arabische Minister in der Geschichte Israels

Nawaf Massalcha, ein muslimischer Araber, hat seit 1999 mehrere stellvertretende Ministerposten inne und war u. a. stellvertretender Außenminister. Bis 2001 war kein arabischer Israeli im Kabinett vertreten. Dies änderte sich mit der Ernennung von Salah Tarif, einem Drusen, zum Minister ohne Geschäftsbereich im Kabinett von Sharon.
Als es zu Korruptionsvorwürfen kam und eine entsprechende Untersuchung drohte, trat Tarif von seinem Amt zurück. 2007 wurde der erste nicht drusische arabische Minister in der Geschichte Israels, Raleb Majadele, zunächst zum Minister ohne Geschäftsbereich und einen Monat später zum Minister für Wissenschaft, Sport und Kultur ernannt. Von rechten Israelis, unter ihnen auch Kabinettsmitglieder, gab es Kritik an Majadeles Ernennung, diese wurde jedoch von breiten Teilen der israelischen Politik verurteilt. Einige arabische Abgeordnete wiederum nannten die Ernennung einen Versuch, „sich von der diskriminierenden Politik gegenüber der arabischen Minderheit reinzuwaschen.“
Knesset:
Arabische Israelis waren in jeder Knesset vertreten. Gegenwärtig sind 13 der 120 Mitglieder der Knesset Araber. Hussniya Jabara, eine Muslimin aus Zentralisrael, wurde 1999 als erste arabische Frau in die Knesset gewählt.
Oberstes Gericht:
Der erste arabische Richter am Obersten Gericht Israels war Abdel Rahman Zuabi, ein säkularer Muslim aus Nordisrael. Er wurde 1999 für eine neunmonatige Amtszeit ernannt. Salim Joubran, ein christlicher Araber aus Haifa, der von libanesischen Maroniten abstammt, wurde 2004 als erster Araber auf Dauer zum Richter am Obersten Gericht ernannt. Sein Spezialgebiet ist Strafrecht.
Diplomatischer Dienst:
Der Muslim Ali Yahya war der erste arabische Botschafter für Israel. Er wurde 1995 zum israelischen Botschafter in Finnland ernannt und hatte dieses Amt bis 1999 inne. 2006 wurde er zum israelischen Botschafter in Griechenland ernannt. Weitere arabische Botschafter waren der Druse Walid Mansour, der 1999 zum Botschafter in Vietnam ernannt wurde, und Reda Mansour, ebenfalls ein Druse, ein früherer Botschafter in Ecuador. Mohammed Masarwa, ein arabischer Muslim, war Generalkonsul in Atlanta. 2006 wurde Ishmael Khaldi zum israelischen Konsul in San Francisco ernannt und wurde damit der erste beduinische Konsul Israels.
Israelische Streitkräfte:
Arabische Generäle in den israelischen Streitkräften sind u. a. die drusischen Araber Generalmajor Hussain Fares, Kommandeur der israelischen Grenzpolizei, und Generalmajor Yosef Mishlav, Leiter des Heimatfront-Kommandos. Ein anderer hochrangiger und legendärer Offizier ist Oberstleutnant Amos Yarkoni (geb. ʿAbd el-Majid Hidr / عبد الماجد حيدر). Der Beduine ist einer von sechs arabischen Israelis, die die dritthöchste Auszeichnung der Streitkräfte erhalten haben, die Medal of Distinguished Service (Medaille für besondere Verdienste).
Jüdischer Nationalfonds:
Raʿadi Sfori war 2007 der erste arabische Israeli, der zum Direktor des Jüdischen Nationalfonds gewählt wurde. Ein Einspruch gegen diese Entscheidung wurde vor Gericht abgewiesen.

### Andere politische Organisationen und Bewegungen
Abnaa al-Balad:
Abnaa el-Balad (Söhne des Landes) ist eine politische Bewegung, die 1969 aus einer Bewegung arabischer Studenten hervorging. Sie ist nicht mit der Knessetpartei Balad verbunden. Abnaa al-Balad nimmt an Kommunalwahlen teil, lehnt aber jede Beteiligung an der Knesset strikt ab. Politische Forderungen von Abnaa al-Balad sind u. a. „die Rückkehr aller palästinensischen Flüchtlinge in ihre Heimat und auf ihr Land, [ein] Ende [der] israelischen Besatzung und zionistischen Apartheid und die Gründung eines demokratischen säkularen Staates in Palästina als endgültige Lösung des arabisch-zionistischen Konflikts.“
High Follow-Up Committee for Arab Citizens of Israel
Das High Follow-Up Committee for Arab Citizens of Israel ist ein außerparlamentarischer Dachverband, der arabische Israelis auf staatlicher Ebene vertritt. Es ist das „wichtigste repräsentative Gremium, das sich mit Fragen, die von allgemeiner Bedeutung für alle israelischen Araber sind, beschäftigt und verbindliche Entscheidungen fällt.“ De facto wird das Komitee zwar vom Staat anerkannt, eine gesetzliche Anerkennung seiner Aktivitäten in dieser Funktion fehlt jedoch bisher.
Taʿayush:
Taʿayush ist „eine Basisbewegung von Arabern und Juden, die sich dafür einsetzen, die Mauern des Rassismus und der Diskriminierung einzureißen, indem sie eine wahre arabisch-jüdische Partnerschaft aufbauen.“
Regionalrat der nicht anerkannten Dörfer:
Der Regionalrat der nicht anerkannten Dörfer ist ein Gremium inoffizieller Vertreter der ca. 40 nicht anerkannten Dörfer in der gesamten Negev-Region im Süden Israels, deren Einwohner im Vergleich mit den Bewohnern anerkannter Ortschaften nur gering repräsentiert sind.

### Versuche, arabische Parteien zu verbieten
Nach dem israelischen Grundgesetz „Die Knesset“ (9. Zusatz) darf eine politische Partei nicht zur Wahl zugelassen werden, wenn es „in ihren Zielen oder Handlungen eine Nichtanerkennung der Existenz des Staates Israel als Staat der Juden, eine Nichtanerkennung des demokratischen Wesens des Staates oder eine Aufhetzung zum Rassismus gibt.“
Es gab mehrere Versuche, auf der Grundlage dieser Regel arabische Parteien nicht zuzulassen. 2010 wurden jedoch alle derartigen Verbotsversuche vom zentralen Wahlkomitee Israels zurückgewiesen oder vom Obersten Gericht aufgehoben.
Progressive Friedensliste
1988 wurde eine Entscheidung des zentralen Wahlkomitees, die Progressive Friedensliste zur Knessetwahl zuzulassen, auf der Grundlage des 9. Zusatzes angefochten. Das Oberste Gericht bestätigte die Entscheidung des Wahlkomitees jedoch und entschied, dass die Forderung der Progressiven Friedensliste, Israel müsse „ein Staat für alle seine Bürger sein“, nicht die Ideologie verletze, dass Israel der Staat der Juden sei.
Balad
Im Dezember 2002 wurden Azmi Bishara und seine Partei Balad, die fordert, Israel müsse „ein Staat für alle seine Bürger“ werden, vom zentralen Wahlkomitee nicht zur Wahl zugelassen. Begründet wurde dies damit, dass sie sich weigerten, Israel als einen „jüdischen und demokratischen Staat“ anzuerkennen, und Statements abgäben, die zum bewaffneten Kampf gegen Israel aufriefen. Das Oberste Gericht hob die Entscheidung im Januar 2003 auf. Bishara war von 1996 bis 2007 Mitglied der Knesset. Bei einer Rede auf einer arabischen Buchmesse im libanesischen Beirut soll Bishara im Dezember 2005 gesagt haben, dass arabische Israelis „[…]wie alle anderen Araber sind, nur mit einer aufgezwungenen israelischen Staatsbürgerschaft […] Gebt uns Palästina zurück und behaltet eure Demokratie. Wir Araber sind nicht an ihr interessiert“. Bishara legte sein Knesset-Mandat 2007 nieder und verließ das Land, nachdem bekannt wurde, dass Strafantrag gegen ihn gestellt werden sollte. Ihm werden Spionage und Geldwäsche zur Last gelegt. Grundlage dafür sind Anschuldigungen, dass er der Hisbollah während des Libanonkrieges 2006 im Austausch gegen große Geldsummen Informationen zu strategischen Zielen gab, die mit Raketen angegriffen werden sollten.
2022 wurde Balad durch das zentrale Wahlkomitee von der Parlamentswahl ausgeschlossen. Begründet wurde dies damit, dass die Partei das Israel als demokratischen und jüdischen Staat untergraben würde. Das Oberste Gericht hob die Entscheidung mit einstimmig auf.
Vereinigte Arabische Liste – Taʿal und Balad
2009 wurden die Parteien Taʿal und Balad, die Mitglieder der Vereinigten Arabischen Liste waren, durch das zentrale Wahlkomitee von der Parlamentswahl ausgeschlossen. Begründet wurde dies damit, dass die Parteien das Existenzrecht Israels nicht anerkennen würden und zum bewaffneten Aufstand gegen Israel auffordern würden. Das Oberste Gericht hob die Entscheidung mit einer Mehrheit von acht zu einer Stimmen auf.

## Rechtlicher und politischer Status
In der israelischen Unabhängigkeitserklärung wird die Gründung eines Staates deklariert, der all seinen Bürgern, unabhängig von Religion, Rasse und Geschlecht, soziale und politische Gleichberechtigung gewährt.
Die Menschen- und Bürgerrechte werden von mittlerweile elf Grundgesetzen (Israel hat keine geschriebene Verfassung) garantiert. In den Grundgesetzen kommt zwar der Begriff „Recht auf Gleichbehandlung“ nicht ausdrücklich vor, der Oberste Gerichtshof hat jedoch die Grundgesetze „Menschenwürde und Freiheit“ und „Freiheit der Berufswahl“ durchgängig als Garant gleicher Rechte für alle israelischen Staatsbürger interpretiert.
Das israelische Außenministerium äußert dazu: „Arabische Israelis sind Bürger von Israel mit den gleichen Rechten“ und „Der einzige rechtliche Unterschied zwischen arabischen und jüdischen Bürgern ist kein gesetzlicher, sondern vielmehr einer der Bürgerpflicht. Seit der Gründung Israels waren arabische Bürger von der Wehrpflicht in den israelischen Streitkräften ausgenommen.“ Drusische und tscherkessische israelische Männer werden zur Wehrpflicht herangezogen; alle anderen israelischen Araber können freiwilligen Wehrdienst in der israelischen Armee leisten, dies tun jedoch nur sehr wenige.
Viele arabische Israelis haben den Eindruck, dass der Staat und die israelische Gesellschaft im Ganzen sie nicht nur als Staatsbürger zweiter Klasse behandelt, sondern sogar als Feinde betrachtet. In dem Dokument von 2006: The Future Vision of the Palestinian Arabs in Israel, dessen Autoren namhafte arabische Israelis sind, heißt es: „Die Definition des israelischen Staats als jüdischem Staat und die Vereinnahmung der Demokratie im Dienste des Judentums schließt uns aus und schafft Spannungen zwischen uns und dem Wesen und der Natur des Staates.“ Das Dokument verdeutlicht, dass das Konzept des Jüdischen Staates per Definition auf einer Bevorzugung des jüdischen Volkes besteht, die gesetzlich in der Einwanderungspolitik und in der Landpolitik verankert ist. Die Verfasser fordern die Schaffung von Einrichtungen zum Schutz der Minderheitenrechte unter der Aufsicht einer unabhängigen Antidiskriminierungskommission.
In den Jahren von 2000 bis 2004 verloren einem Bericht der arabischen Organisation Mossawa zufolge 29 Araber durch israelische Sicherheitskräfte ihr Leben. Ahmed Saʿadi verwies 2004 in einem Artikel darauf, dass die einzigen Israelis, die seit 1948 bei Protesten von der israelischen Polizei getötet wurden, Araber waren.

### Arabisch und Hebräisch als offizielle Sprachen

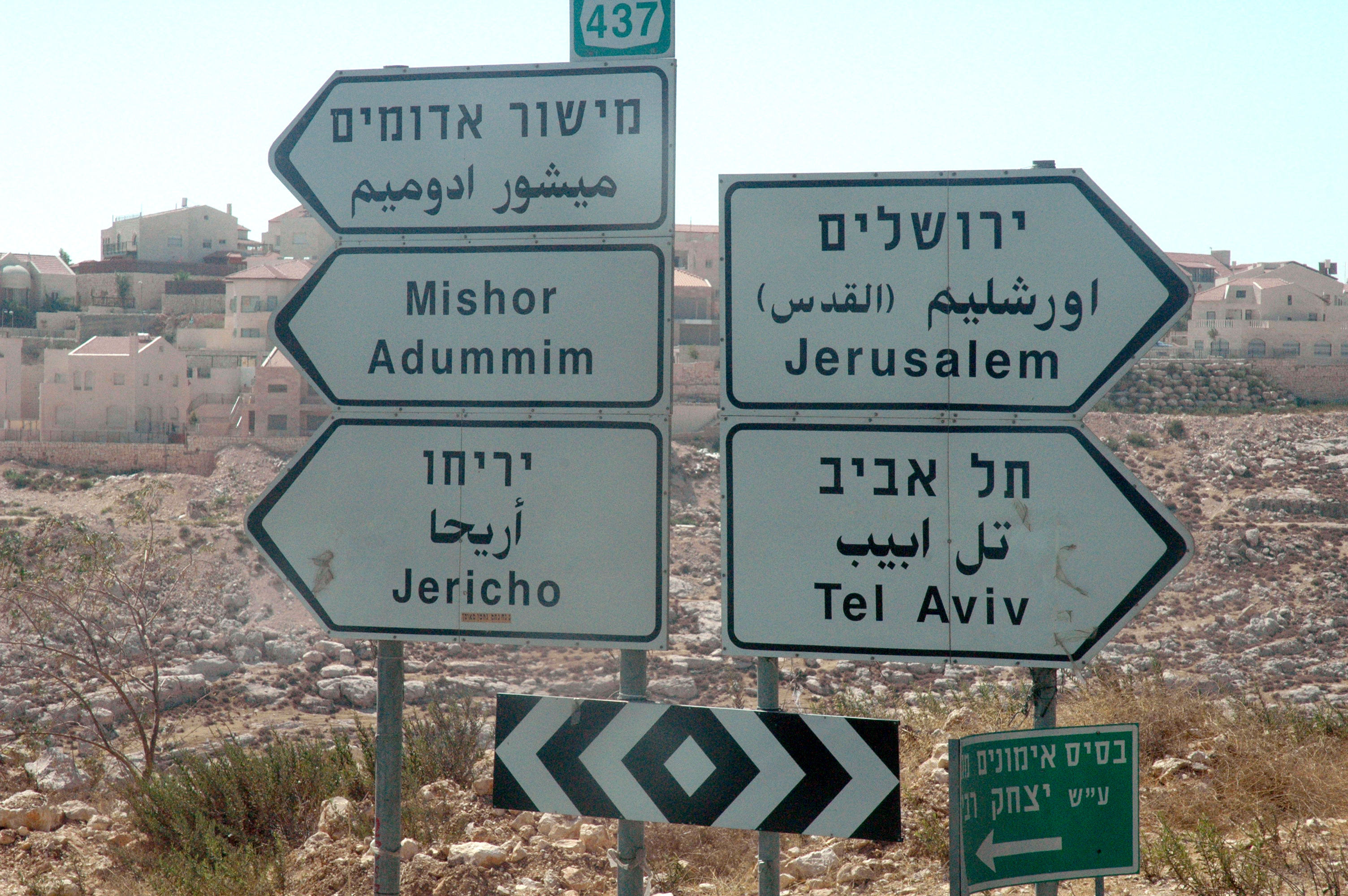
Israelische Straßenschilder auf Hebräisch, Arabisch und Englisch

Arabisch war neben Neuhebräisch die zweite offizielle Sprache des Landes. Im Juli 2018 verabschiedete die Knesset das Nationalstaatsgesetz. Danach ist Arabisch nicht mehr zweite offizielle Amtssprache, kann auf Ämtern aber weiter benutzt werden.
Nach richtungsweisenden Entscheidungen des Obersten Gerichtshofs in den 1990er-Jahren nahm die Anwendung der arabischen Sprache im öffentlichen Bereich deutlich zu. Sämtliche für die Öffentlichkeit bestimmten Materialien der Ministerien werden auf Hebräisch herausgegeben, ausgewählte Materialien werden auch ins Arabische, Englische, Russische und in andere Sprachen übersetzt. Das Recht der arabischen Bevölkerung auf Informationen in arabischer Sprache ist gesetzlich verbrieft. So müssen die Fernsehsender einen bestimmten Anteil des Programms in arabischer Sprache oder mit arabischer Übersetzung senden. Die Sicherheitsbestimmungen an Arbeitsplätzen müssen auf Arabisch veröffentlicht werden, wenn eine erhebliche Zahl der Mitarbeiter Araber sind. Informationen über Medikamente und über gefährliche Chemikalien müssen ebenfalls auf Arabisch bereitgestellt werden.
Die israelischen Gesetze werden zunächst auf Hebräisch veröffentlicht, anschließend erscheinen arabische und englische Übersetzungen. Die Veröffentlichung von Gesetzen auf Hebräisch im offiziellen Regierungsanzeiger Reshumot ist jedoch für ihr Inkrafttreten ausreichend. Das Fehlen arabischer Übersetzungen wird vor Gericht nur als Mittel der Verteidigung anerkannt, wenn der Angeklagte nachweisen kann, dass er die Bedeutung des Gesetzes in keiner möglichen Weise verstehen konnte. Nach Berufungen vor dem Obersten Gericht nahm die Zahl der Straßenschilder und Kennzeichnungen in arabischer Sprache sprunghaft zu. Das Oberste Gericht entschied u. a., dass Arabisch zwar nach Hebräisch erst die zweitwichtigste Sprache sei, dass es als offizielle Sprache Israels jedoch umfassend genutzt werden solle. Heute sind die meisten Verkehrsschilder im Fernverkehr dreisprachig (Hebräisch, Arabisch und Englisch). In vielen arabischen Dörfern gibt es jedoch überhaupt keine Straßenschilder und oft werden die hebräischen Namen benutzt.
An Arbeitsplätzen ist Hebräisch die Standardsprache, mit Ausnahme von arabischen Einrichtungen, neuen Einwanderern, ausländischen Arbeitern und dem Tourismusgewerbe. Die staatlichen Schulen für arabische Kinder unterrichten auf Arabisch nach einem besonderen angepassten Lehrplan. Dieser beinhaltet obligatorischen Unterricht in Hebräisch als Fremdsprache ab der 3. Klasse. In hebräischsprachigen Schulen wird auch Arabisch unterrichtet, obligatorisch ist jedoch nur die Grundstufe. Im Sommer 2008 versuchten Politiker des rechten Spektrums, den Status der arabischen Sprache als offizielle Sprache abzuschaffen, der Versuch scheiterte aber.

### Nationale Symbole Israels und der Unabhängigkeitstag

Die israelische Flagge mit dem Davidstern wird von einigen arabischen Israelis mit gemischten Gefühlen betrachtet

Einige arabische Politiker haben eine Neubewertung der israelischen Flagge und der Nationalhymne haTikwa gefordert, da der Davidstern ein ausschließlich jüdisches Symbol ist und die haTikwa von der Sehnsucht der Juden, in ihre Heimat zurückzukehren, handelt und daher nicht die arabischen Bürger repräsentiert. Das High Follow-Up Committee for Arab Citizens of Israel und das National Committee for the Heads of the Arab Local Authorities in Israel betonten in dem Dokument „The Future Vision of Palestinian Arabs in Israel“, dass die Benachteiligung der Araber sowohl in Symbolen wie der israelischen Fahne und der Definition Israels als jüdischem Staat als auch in grundlegenden Gesetzen Ausdruck findet und dass diese dazu beitragen, die Ungleichheit zwischen Arabern und Juden in Israel herzustellen und zu verstärken.
Der israelische Unabhängigkeitstag wird um den 5. Ijjar des jüdischen Kalenders gefeiert, er fällt daher auch im Gregorianischen Kalender jedes Jahr auf ein anderes Datum. Für arabische Israelis ist dieser Tag jedoch ein Tag der Trauer, an dem sie der Nakba gedenken, ihrer Bezeichnung für den Unabhängigkeitskrieg. Außerdem gedenken sie der Nakba wie alle Palästinenser am 15. Mai (dem Tag nach der israelischen Unabhängigkeitserklärung). Drusische Soldaten nahmen jedoch an Israels erster Parade zum Unabhängigkeitstag im Jahr 1949 teil, und seitdem gibt es am Unabhängigkeitstag Paraden für Drusen und Tscherkessen und Veranstaltungen für Beduinen. Die Knesset hat im März 2011 das umstrittene so genannte „Nakba-Gesetz“ verabschiedet, das die Streichung oder Kürzung staatlicher Mittel für Organisationen vorsieht, die anlässlich der Nakba Veranstaltungen und Aktivitäten organisieren.

### Einbürgerung und Einreise nach Israel
Während Juden, die nach Israel einwandern, auf Antrag in der Regel ohne Umschweife die israelische Staatsbürgerschaft erhalten, gestaltet sich die Einbürgerung von Nichtjuden und besonders von Arabern wesentlich schwieriger. Am 31. Juli 2003 verabschiedete Israel als Zusatz zum israelischen Staatsbürgerschaftsgesetz ein Gesetz zur Staatsangehörigkeit und Einreise nach Israel (Citizenship and Entry into Israel Law, Temporary Provision, 5763-2003) in Form einer jährlich zu verlängernden Verordnung. Nach diesem Gesetz ist die Vergabe der israelischen Staatsbürgerschaft und des Aufenthaltsrechts in Israel an Palästinenser aus den Palästinensergebieten, also dem Westjordanland und dem Gazastreifen, untersagt. Dies ist selbst dann der Fall, wenn die Zuwanderung im Rahmen der Familienzusammenführung, z. B. nach einer Eheschließung mit einem israelischen Staatsbürger, erfolgen soll. Das Gesetz läuft der internationalen Praxis zur Familienzusammenführung zuwider. Der Oberste Gerichtshof billigte das Gesetz 2006 jedoch in einer knappen Mehrheitsentscheidung. Eine Ausnahme von diesem Gesetz gilt für Palästinenser, „die sich mit dem Staat Israel und seinen Zielen identifizieren, wenn sie oder ein Mitglied ihrer Familie konkrete Handlungen unternommen haben, um die Sicherheit, Wirtschaft oder andere für den Staat wichtige Angelegenheiten zu verbessern“.
2005 und 2007 wurde das Gesetz erneut erweitert und ermöglicht nun in Einzelfällen ein befristetes Aufenthaltsrecht in Israel für palästinensische Männer über 35 Jahren und palästinensische Frauen über 25 Jahren sowie für Kinder unter 14 Jahren. Befürworter des Gesetzes verweisen darauf, dass es darauf zielt, durch die Beschränkung der Zuwanderung von Arabern terroristischen Anschlägen vorzubeugen und den „jüdischen Charakter“ Israels zu bewahren. Die Gesetzeserweiterungen von 2005 und 2007 wurden in Einklang mit den Statistiken des israelischen Inlandsgeheimdienstes Schin Bet verfasst, die zeigen, dass die Beteiligung an terroristischen Anschlägen mit zunehmendem Alter immer stärker abnimmt. In der Praxis bedeuten die Erweiterungen, dass über die Hälfte der Palästinenser in den Palästinensergebieten in Israel keinen legalen Aufenthaltsstatus durch Heirat und Familienzusammenführung erlangen kann.
Dieses Gesetz gilt zwar theoretisch für alle Israelis, in der Praxis sind jedoch arabische Israelis wesentlich häufiger davon betroffen, da sie viel häufiger mit Palästinensern verheiratet sind als jüdische Israelis. Das Gesetz wird daher weitgehend als diskriminierend angesehen, und das UNO-Komitee zur Beseitigung von Rassendiskriminierung hat einstimmig eine Resolution verabschiedet, die besagt, dass das israelische Gesetz einen internationalen Menschenrechtsvertrag gegen Rassismus verletzt.

### Bürgerrechte und Diskriminierung
Die Israelische Unabhängigkeitserklärung deklariert, dass der Staat Israel all seinen Bürgern unabhängig von Religion, Rasse oder Geschlecht Religionsfreiheit, Gewissensfreiheit und das Recht auf ihre Sprache und Kultur sowie auf Bildung garantiert. Die arabischen Bürger sind zwar dem Gesetz nach gleichberechtigte Israelis, doch viele offizielle Quellen belegen, dass Araber in Israel in vielen Bereichen des Lebens diskriminiert werden. Theodor Or, ehemaliger Richter des Obersten Gerichtshofs, schrieb im Bericht der Or-Kommission, einer vom Staat eingesetzten Kommission zur Untersuchung der Ereignisse vom Oktober 2000:

„Die arabischen Bürger Israels leben in einer Realität, in der sie Diskriminierung als Araber erleben. Diese Ungleichbehandlung wurde in zahlreichen professionellen Umfragen und Studien dokumentiert und in Gerichtsbeschlüssen und Regierungsresolutionen bestätigt. Sie spiegelt sich auch in vielen offiziellen Berichten und Dokumenten wider. Die jüdische Bevölkerungsmehrheit ist sich dieser Diskriminierung oft kaum bewusst, doch für die Einstellungen und Gefühle der arabischen Bürger spielt sie eine zentrale Rolle. Sowohl im arabischen Sektor als auch außerhalb ist diese Diskriminierung weitgehend verbreitet und ist nach offiziellen Einschätzungen eine wesentliche Quelle der Verärgerung.“

Der Bericht der Or-Kommission sagt auch aus, dass Aktivitäten islamischer Organisationen religiöse Ziele als Vorwand nutzen könnten, um politische Ziele zu verwirklichen. Die Kommission bezeichnet solche Aktivitäten als einen Faktor bei der „Aufheizung“ der muslimischen Bevölkerung in Israel gegen die Behörden. Sie zitiert die Ereignisse um die Moschee von al-Sarafand, die muslimische Israelis wieder restaurieren wollten, während jüdische Israelis dies zu verhindern suchten, als Beispiel für die „Verschiebung der Dynamik“ der Beziehungen zwischen Muslimen und den israelischen Behörden.
Dem Länderbericht „Country Reports on Human Rights Practices for Israel and the Occupied Territories“ des US-Außenministeriums von 2004 zufolge hat die israelische Regierung wenig getan, „um die institutionelle, rechtliche und gesellschaftliche Diskriminierung der arabischen Bürger Israels zu verringern“.
Der Bericht des US-Außenministeriums stellt fest:
- Israelisch-arabische Interessenvertretungsorganisationen hinterfragen die Regierungspolitik des Abrisses illegaler Gebäude im arabischen Sektor und behaupten, dass die Regierung bei der Erteilung von Baugenehmigungen in arabischen Ortschaften sehr viel restriktiver vorgeht als in jüdischen Ortschaften und damit das natürliche Bevölkerungswachstum außer Acht lässt.
- Der Oberste Gerichtshof entschied im Juni, dass es diskriminierend ist, arabische Städte von speziellen Sozial- und Wirtschaftsprogrammen der Regierung auszuschließen. Diese Entscheidung baut auf der vorangegangenen Feststellung der Nachteile auf, die arabische Israelis erleiden.
- Israelisch-arabische Organisationen haben den Master Plan for the Northern Areas of Israel-Arab von 1996 als diskriminierend kritisiert, da er als Hauptziele die Zunahme der jüdischen Bevölkerung Galiläas und die Verhinderung eines zusammenhängenden Gebietes arabischer Städte nennt.
- Israelische Araber, außer Drusen unter ihnen, unterliegen nicht der Wehrpflicht und in der Praxis leisten nur wenige israelische Araber freiwillig Wehrdienst. Wer nicht diente, ist von einigen sozialen und ökonomischen Vorteilen ausgeschlossen, für die der Wehrdienst Voraussetzung ist, z. B. Wohngeld, Unterstützung bei der Einrichtung eines neuen Haushalts und Beschäftigungschancen besonders in der Regierung und in sicherheitsrelevanten Bereichen. Das Ivri Committee on National Service hat eine offizielle Empfehlung verabschiedet, dass die israelischen Araber, die bislang vom Wehrdienst freigestellt waren, nicht gezwungen werden sollten, Wehrdienst oder Zivildienst zu leisten, aber die Gelegenheit für einen solchen Dienst behalten sollten.
- Einer Studie der Universität Haifa aus dem Jahr 2003 zufolge existiert eine Tendenz, dass arabische Bürger höhere Gefängnisstrafen erhalten als jüdische Bürger. Menschenrechtsvertreter behaupten, dass arabische Bürger eher wegen Mordes verurteilt würden und dass eine Freilassung gegen Kaution bei Arabern häufiger abgelehnt würde.
- Der Untersuchungsbericht der Or-Kommission […] stellt fest, dass der Umgang der Regierung mit dem arabischen Sektor hauptsächlich von Nachlässigkeit und Diskriminierung gekennzeichnet ist und dass „die Regierung nicht die nötige Sensibilität gegenüber den Bedürfnissen der arabischen Bevölkerung zeigt und nicht genug dafür unternimmt, die staatlichen Ressourcen gerecht zu verteilen“. Im Ergebnis davon herrschen in verschiedenen Gebieten des arabischen Sektors ernsthafte Probleme wie Armut, Arbeitslosigkeit, Landmangel, Probleme im Bildungswesen und eine mit wesentlichen Mängeln behaftete Infrastruktur.[184]

Der Länderbericht des US-Außenministerium „Country Reports on Human Rights Practices“ von 2007 stellt fest:
- „Laut einer Untersuchung der Hebräischen Universität Jerusalem wurde in jüdische Kinder dreimal soviel Geld investiert wie in arabische Kinder.“[185]

Human Rights Watch hat kritisiert, dass das niedrigere Kindergeld für Eltern, die keinen Wehrdienst geleistet haben, vor allem arabische Kinder diskriminiert: „Diese Kürzungen werden auch die Kinder von ultra-orthodoxen Juden treffen, die keinen Wehrdienst leisten; diese haben jedoch Anspruch auf zusätzliche Unterstützungen wie Bildungszuschüsse, die israelisch-arabische Kinder nicht bekommen können.“
Der Guardian berichtet außerdem, dass die Säuglingssterblichkeit bei den Beduinen noch immer die höchste in Israel und eine der höchsten in der westlichen Welt ist, trotzdem erhalten die arabischen Ortschaften nur 0,6 % des israelischen Budgets für die Errichtung von Gesundheitseinrichtungen.
Ein im März 2010 von verschiedenen israelischen Bürgerrechtsgruppen herausgegebener Bericht behauptete, dass die Knesset dieser Zeit die „rassistischste in der israelischen Geschichte“ gewesen sei; 2008 und 2009 seien 21 Gesetze verabschiedet worden, die die arabische Minderheit des Landes diskriminierten.
Das Mossawa Center – eine Interessenvertretungsorganisation für Araber in Israel – wirft der Knesset die Diskriminierung der Araber vor und stellt für 2009 einen Anstieg von 75 % an diskriminierenden und rassistischen Gesetzen fest, die von der Knesset verabschiedet wurden. Dem jährlichen Rassismusbericht des Mossawa Centers zufolge wurden der Knesset 2007 elf Gesetze vorgelegt, die von Mossawa als „diskriminierend und rassistisch“ eingestuft wurden, 2008 waren es zwölf und 2009 bereits 21 Gesetze. Als „rassistische“ Gesetzesvorlagen gelten dem Bericht nach z. B. ein Gesetz zur Vergabe von akademischen Stipendien an Soldaten aller ethnischen und religiösen Hintergründe, die in Kampfeinheiten gedient haben, und ein Gesetz zur Aberkennung von Finanzhilfen für Organisationen, die gegen die „Prinzipien des Staates“ handeln. Die von der EU geförderte Coalition Against Racism und das Mossawa Center sagen, dass die Gesetzesvorlagen darauf zielen, die arabischen Bürger des Landes zu delegitimieren, indem ihre Bürgerrechte beschränkt werden.

### Grundbesitz

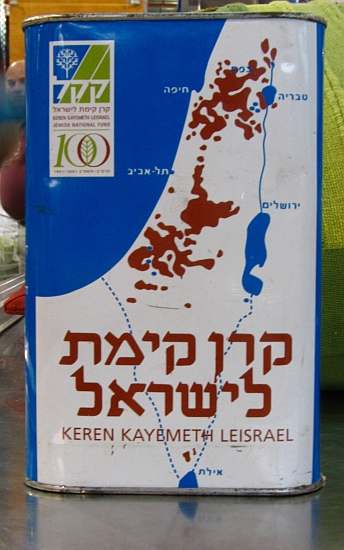
Sammelbüchsen des Jüdischen Nationalfonds wurden in jüdischen Gemeinden weltweit aufgestellt, um Spenden für den Kauf von Land, das Pflanzen von Wäldern und die Gründung jüdischer Siedlungen im Heiligen Land zu sammeln.

#### Verwaltung, Verteilung und Verpachtung des israelischen Landes
Der Jüdische Nationalfonds (JNF) ist eine 1901 gegründete private Organisation, deren Ziel es ist, in Israel Land zu kaufen und für die Besiedlung durch Juden zu erschließen. Landkäufe wurden mit zweckgebunden Spenden von Juden aus aller Welt getätigt. Der JNF besitzt gegenwärtig rund 13 % des Bodens in Israel, 79,5 % sind in staatlichem Besitz (dieses Land wird auf der Basis der Gleichbehandlung verpachtet) und die restlichen 6,5 % gehören zu gleichen Teilen arabischen und jüdischen Besitzern. Die Israelische Landverwaltung (Israel Land Administration; ILA) verwaltet das staatliche Land und das Land des JNF und damit 93,5 % des israelischen Bodens. Der „Kauf“ von ILA-Land in Israel bedeutet tatsächlich, dass das Land für 49 Jahre an den „Besitzer“ verpachtet wird (Erbpacht).
Ein bedeutender Teil des Bodens, den der JNF verwaltet, besteht aus ehemals privatem Grundvermögen, das Palästinaflüchtlinge außerhalb Israels oder arabisch-israelische Binnenflüchtlinge verlassen hatten oder mussten, das durch das Gesetz über die Habe Abwesender, für den Staat eingezogen wurde. Aus diesem Grund ist die Legitimität eines Teils des Besitzes des JNF umstritten. Der JNF kaufte diese Grundstücke zwischen 1949 und 1953 vom Staat Israel. Die Charta des JNF bestimmt ausdrücklich, dass das Land für die Nutzung durch Juden vorgesehen ist; es wurde jedoch auch Land an beduinische Hirten verpachtet. Dennoch wurde die Politik des JNF als diskriminierend kritisiert. Wenn die ILA Land des JNF an Araber verpachtete, übernahm es die Kontrolle dieses Landes und entschädigte den JNF mit ebensogroßen Gebieten in Gegenden, die nicht für die Erschließung vorgesehen (in der Regel in Galiläa und im Negev), damit die Landbestand des JNF flächenmäßig gleich blieb. Dieser Mechanismus war kompliziert und umstritten, und 2004 wurde seine Anwendung ausgesetzt. Nach Diskussionen des Obersten Gerichtshofs und einer Direktive des Generalstaatsanwalts, die die ILA anwies, JNF-Land an Araber und Juden gleichermaßen zu verpachten, schlug der JNF 2007 vor, den Mechanismus des Landtausches wieder einzuführen.
Während der JNF und die ILA den Landtausch als langfristige Lösung ansehen, sagen seine Gegner, dass durch diesen Mechanismus öffentliches Land privatisiert wird und eine Situation aufrechterhalten wird, bei der wichtige Landgebiete nicht allen israelischen Bürgern zur Verfügung stehen. Adalah und andere Organisationen haben außerdem ihrer Sorge Ausdruck verliehen, dass die etwa von Ami Ajalon vorgeschlagene Entflechtung von ILA und JNF dem JNF freie Hand dabei lassen würde, sein Land zielgerichtet dazu zu verwenden, um Hunderttausende Juden in Gebieten mit einer schwachen jüdischen Bevölkerungsmehrheit anzusiedeln (insbesondere 100 000 Juden in existierenden Ortschaften in Galiläa und 250.000 Juden in neuen Ortschaften im Negev im Rahmen des Entwicklungsplans Blueprint Negev).
Die ILA, die 93,5 % des israelischen Landes verwaltet, verpachtet kein Land an Nichtisraelis, zu denen auch die arabischen Einwohner Jerusalems zählen, die überwiegend im Besitz israelischer Identitätskarten, nicht aber der israelischen Staatsbürgerschaft sind. Nach Artikel 19 des ILA-Pachtvertrags sind Ausländer von der Pacht von ILA-Land ausgeschlossen. In der Praxis können Ausländer nachweisen, dass sie gemäß dem Rückkehrgesetz als Jüdisch gelten.

#### Grundbesitz, der im Palästinakrieg von 1948 verlassen wurde
Auch in der Frage des Rechts der Wiedererlangung von Grundeigentum aus der Zeit vor den Flüchtlingsbewegungen infolge des Palästinakrieges von 1948 behandelt das israelische Gesetz Juden und Araber nicht gleich. Das Gesetz über die Habe Abwesender, von 1950 legt fest, alle Araber, die das Land zwischen dem 29. November 1947 und dem 19. Mai 1948 verlassen haben, und alle Palästinenser, die bis zum 1. September 1948 im Ausland waren oder in palästinensischen Gebieten in Gefangenschaft waren, ihre Rechte an Grundvermögen, das sie vor dem Krieg hielten, verlieren. Palästinenser, die vor oder während des Krieges von 1948 flohen oder durch jüdische oder israelische Kräfte aus ihren Häusern vertrieben wurden, aber als Binnenflüchtlinge innerhalb der Grenzen Israels blieben, und so arabische Israelis wurden, gelten laut Gesetz über die Habe Abwesender als Abwesende, einerlei ob sie ihre Häuser unter Zwang oder freiwillig verließen und dies ursprünglich nur für wenige Tage tun wollten.
In der Folge des Sechstagekriegs von 1967, in dem Israel das Westjordanland und Ostjerusalem besetzte, verabschiedete Israel 1970 das Law and Administration Arrangements Law, das Juden ermöglichte, Grundbesitz in Ostjerusalem und im Westjordanland, den jüdische Eigentümer während des Palästinakrieges 1948 verloren hatten, im Wege der Restitution an den Enteigneten oder dessen Erben zurückzubekommen.
Derweil gilt das Gesetz über die Habe Abwesender auch weiterhin für Grundstücke überall in Israel, die Menschen im jordanischen Ost-Jerusalem als 1948 Abwesende entzogen wurden, auch wenn die einst Enteigneten oder deren Erben inzwischen Ständige Einwohner in Ost-Jerusalem sind. Arabische Israelis, denen im einst jordanischen Ost-Jerusalem oder Westjordanland Grundeigentum als Ergebnis des Krieges verloren hatten, können dieses nicht zurück beanspruchen. Das israelische Recht ermöglicht also Juden, ihr Grundeigentum zurückzuerlangen, Arabern jedoch nicht.
(siehe Abschnitt Der Palästinakrieg und seine Folgen).

### Gegenmeinungen zu den Diskriminierungsvorwürfen
Tashbih Sayyed, ein schiitischer pakistanisch-amerikanischer Wissenschaftler, Journalist und Autor, bestreitet, dass muslimische arabische Israelis weniger Rechte als andere Israelis haben, und sagt, dass die demokratischen Prinzipien Israels die Araber schützen und dass Israel ihnen alle Rechte und Privilegien der israelischen Staatsbürgerschaft gewährt. Er behauptet, dass Israel eines der wenigen Länder im Nahen Osten sei, in denen arabische Frauen wählen können. Tatsächlich haben Frauen jedoch in allen Ländern des Nahen Ostens außer in Saudi-Arabien das Wahlrecht. Sayyed liefert für seine Generalisierung, dass muslimische Frauen „in Israel mehr Freiheit genießen als in irgendeinem muslimischen Land“, keine substanziellen Belege.
In Israel gibt es verschiedene gesellschaftliche Gruppen mit einer starken eigenen kulturellen, religiösen, ideologischen und/oder ethnischen Identität. Das israelische Außenministerium verweist darauf, dass das politische System und die Justiz ungeachtet existierender sozialer Unterschiede und ökonomischer Ungleichgewichte für strikte rechtliche und staatsbürgerliche Gleichbehandlung stehen. Dem Außenministerium zufolge ist Israel „kein gesellschaftlicher Schmelztiegel, sondern eher ein Mosaik aus verschiedenen Bevölkerungsgruppen, die im Rahmen des demokratischen Staates zusammenleben“.
Der höchstrangige Muslim im diplomatischen Dienst Israels Ishmael Khaldi, ein arabischer Israeli, ist der Meinung, dass die israelische Gesellschaft zwar keineswegs perfekt ist, dass es Minderheiten dort aber besser geht als in irgendeinem anderen Land im Nahen Osten. Er schreibt:

„Ich bin ein stolzer Israeli, so wie viele andere nicht jüdische Israelis, z. B. Drusen, Bahai, Beduinen, Christen und Muslime, die in einer der kulturell vielfältigsten Gesellschaften und der einzigen wahren Demokratie im Nahen Osten leben. Wie Amerika, so ist auch die israelische Gesellschaft weit davon entfernt, perfekt zu sein, doch wir sollten ehrlich sein. Nach jedem erdenklichen Maßstab, seien es die Bildungschancen, die wirtschaftliche Entwicklung, die Lage der Frauen und Homosexuellen, die Rede- und Versammlungsfreiheit oder die Repräsentation im Parlament, geht es den Minderheiten in Israel weit besser als in irgendeinem anderen Land im Nahen Osten.“

Das Committee for Accuracy in Middle East Reporting in America (CAMERA, Komitee für korrekte Berichterstattung über den Nahen Osten in Amerika), eine proisraelische Organisation ist der Ansicht, dass arabische Israelis einen Vorteil genießen, da sie keinen Wehrdienst leisten müssen, aber die gleichen Rechte wie jüdische Israelis haben. Als Beleg führen sie mehrere Fälle an, in denen israelische Gerichte zugunsten arabischer Bürger entschieden haben.
Der arabisch-israelische Journalist Khaled Abu Toameh sagte 2009 auf der Durban-Review-Konferenz in Genf vor einem arabischen Publikum: „Wie ich sagte, es gibt sehr bedenkliche Probleme betreffs des arabischen Sektors in Israel. Ehud Olmert, der ehemalige Premierminister Israels, sagte vor kurzem das die israelischen Araber unter einer Politik systematischer Diskriminierung leiden, speziell bei der Verteilung öffentlicher Gelder.“, und weiter „Israel ist ein wundervoller Platz zum Leben, und wir sind glücklich, hier zu sein. Israel ist ein freies und offenes Land. Wenn ich vor die Wahl gestellt würde, würde ich lieber in Israel leben als Bürger zweiter Klasse, statt als ein Bürger erster Klasse in Kairo, Gaza, Amman oder Ramallah.“

### Widerstand gegen Ehen zwischen arabischen und jüdischen Israelis
Die jüdische Halacha verbietet Ehen zwischen Juden und Nichtjuden. Der Islam verbietet Musliminnen Andersgläubige zu heiraten, während viele Kirchen nicht einmal Trauungen zwischen Christen verschiedener Konfessionen zulassen, geschweige denn Nichtchristen. Da der israelische Staat den Schluss von Zivilehen nicht anbietet, können auf israelischem Territorium gemischt-religiöse oder gemischt-konfessionelle Ehen nur geschlossen werden, wenn der Bräutigam Muslim und die Braut Jüdin oder Christin ist. Im Ausland geschlossene Ehen, religiöse wie zivile, werden von Israel anerkannt, so dass für alle anderen die Eheschließung im Ausland für solche Paare die einzige Möglichkeit ist.
Ehen zwischen Juden und nichtjüdischen Arabern sind ein besonders emotional besetztes Thema. Eine Meinungsumfrage fand 2007 heraus, dass über die Hälfte der israelischen Juden denken, dass solche gemischte Ehen einem Verrat an Israel gleichkämen. In Pisgat Ze’ev haben Gruppen jüdischer Männer mit Straßenpatrouillen begonnen, Jüdinnen von Verabredungen mit arabischen Männern abzuhalten. Die Stadt Petach Tikva hat angekündigt, eine Telefonhotline für Freunde und Verwandte jüdischer Frauen einzurichten, die sich mit arabischen Männern treffen, und will auch psychologische Beratung bereitstellen. Die Stadt Kiryat Gat hat eine Kampagne in Schulen gestartet, um jüdische Mädchen vor Beziehungen mit örtlichen Beduinen zu warnen.

## Wirtschaftliche Lage und Beschäftigung
Ungleichheiten in der Bereitstellung öffentlicher Mittel für die Bedürfnisse der jüdischen und der arabischen Bevölkerung und weit verbreitete Arbeitslosigkeit stellen die arabischen Israelis vor große wirtschaftliche Probleme. Dem Minorities-at-Risk-Projekt (MAR, Forschungsprojekt US-amerikanischer Universitäten zur Lage von Minderheiten weltweit) zufolge findet eine Diskriminierung der arabischen Israelis de facto auch im ökonomischen Bereich statt.
Das wichtigste Merkmal der ökonomischen Entwicklung der arabischen Israelis nach 1949 war der Übergang von einer überwiegend bäuerlich-landwirtschaftlichen zu einer proletarisch-industriellen Erwerbsbevölkerung. Dieser ökonomische Übergang verlief in drei unterschiedlichen Phasen. Die erste Phase von 1949 bis 1967 war durch den Prozess der Proletarisierung geprägt. In der zweiten Phase ab 1967 wurde die ökonomische Entwicklung der arabischen Israelis gefördert und am Rand der jüdischen Bourgeoisie bildete sich allmählich eine arabische Bourgeoisie heraus. Seit den 1980er-Jahren entwickeln arabische Israelis zielgerichtet ihr ökonomisches und besonders industrielles Potential. Die israelische Regierung stufte im Juli 2006 alle arabischen Ortschaften als „Entwicklungsgebiete der Klasse A“ ein, was diese für Steuervergünstigungen qualifiziert. Mit dieser Entscheidung sollen Investitionen im arabischen Sektor gefördert werden.
Raʿanan Dinur, Generaldirektor des Büros des Ministerpräsidenten, sagte im Dezember 2006, dass Israel feste Pläne habe, einen Kapitalfonds im Umfang von 160 Mio. NIS einzurichten, um die Entwicklung der Unternehmen im arabischen Sektor des Landes im kommenden Jahrzehnt zu fördern. Laut Dinur können bis zu 80 Unternehmen, deren Besitzer arabische Israelis sind, über einen Zeitraum von zehn Jahren maximal 4 Mio. NIS (ca. 803 000 €) aus dem Fonds erhalten.
Die New York Times berichtete im Februar 2007, dass 53 % der von Armut betroffenen Familien in Israel arabisch sind. Da die meisten arabischen Israelis keinen Wehrdienst leisten, haben sie auch keinen Anspruch auf viele finanzielle Unterstützungen wie Stipendien und Wohnungsbaukredite.
Arabische Ortschaften in Israel sind unwillig, von ihren Einwohnern kommunale Steuern zu erheben.
Arabischen Israelis gelang in ihrer staatsbürgerlichen Freiheit durch Streben und Mühen in Israels Wirtschaft und Bildungseinrichtungen ein beispielloser Aufstieg. Arabische Israelis, mit und ohne Hintergrund früherer Binnenflucht, bestreiten ihren Lebensunterhalt selbst, kauften sich überwiegend Eigenheime und leben nicht in Flüchtlingsunterkünften. Anders als palästinensische Flüchtlinge außerhalb Israels in Obhut des UN-Hilfswerks für Palästinaflüchtlinge (UNRWA), deren soziale Segregation verstetigt wurde.
Obwohl ein Fünftel aller arabischen Israelis 1949 (etwa 31.000 unter den 156.000 arabischen Israelis,) als mittellose Binnenflüchtlinge starten mussten, denen die UNRWA Hilfe leistete, wohnen 92,6 % der arabischen Israelis in ihren eigenen Häusern bzw. Wohnungen, verglichen mit 70 % der jüdischen Israelis, wie die bekannte arabisch-jüdische Nichtregierungsorganisation Sikkuy 2013 herausgefunden hat.
Beschäftigung
36 der 40 israelischen Städte mit der höchsten Arbeitslosigkeit sind arabische Städte. Dem israelischen Zentralbüro für Statistik (2003) zufolge lagen die durchschnittlichen Gehälter arabischer Arbeitskräfte um 29 % niedriger als die jüdischer Arbeitskräfte.
Als Gründe für die Schwierigkeiten arabischer Israelis, Arbeit zu finden, gelten das verglichen mit der jüdischen Bevölkerung relativ niedrige Bildungsniveau, mangelnde Beschäftigungsmöglichkeiten in der Umgebung arabischer Städte, Diskriminierung durch jüdische Arbeitgeber und die Konkurrenz ausländischer Arbeitnehmer in Bereichen wie dem Bauwesen und der Landwirtschaft. Die Beschäftigungsquote arabischer Männer entspricht in etwa der jüdischer Männer, d. h. sie lag 2016 bei 64,3 % bei den Arabern (im Vergleich zu 69,5 % bei den jüdischen Männern). Die Wahrnehmung bezahlter Beschäftigungen ist unter arabischen Frauen geringer als die unter sowohl religiösen als auch säkularen Jüdinnen. Im Jahr 1999 waren nur 17 % der Araberinnen in bezahlter Beschäftigung, dies führte dazu, dass die arabische Beschäftigungsquote nur 68 % der durchschnittlichen israelischen Beschäftigungsquote betrug. Die Beschäftigungsquote der Drusen und der arabischen Christen war höher als die der Muslime. 2016 waren 27,5 % der arabischen Frauen auf dem offiziellen Arbeitsmarkt tätig (im Vergleich zu 59,2 % der jüdischen Frauen). Das heißt natürlich nicht, dass arabische Israelinnen minder zum Wohlergehen ihrer Haushalte beitragen, sondern dies in größerem Umfang durch unbezahlte Produktion von wohlfahrtsstiftenden Annehmlichkeiten tun, als andere Israelinnen.
Seit 2015 unterstützt die gemeinnützige Organisation Hybrid arabische Start-ups mit dem Ziel, Jungunternehmen zu beraten, Kontakte zu Investoren anzubieten und Geschäftsmodelle zu entwickeln. Als besonderen Erfolg sieht Hybrid die Förderung von frauengeführten Unternehmen. Gefördert werden jedes Jahr bis zu zehn Unternehmen.

## Gesundheit
Die Lebenserwartung hat sich seit 1948 um 27 Jahre erhöht. Häufigste krankheitsbedingte Todesursachen bei arabischen Israelis sind Herzkrankheiten und Krebserkrankungen. Ca. 14 % von ihnen hatten im Jahr 2000 Diabetes. Etwa die Hälfte aller arabischen Männer sind Raucher. Zudem ist die arabische Säuglingssterblichkeit von 32 Todesfällen auf 1000 Geburten im Jahr 1970 auf 8,4 Todesfälle auf 1000 Geburten im Jahr 2003 gesunken, was vor allem auf die verbesserte medizinische Versorgung zurückzuführen ist. Damit ist sie aber immer noch mehr als doppelt so hoch wie die jüdische Säuglingssterblichkeit (3,6 Todesfälle auf 1000 Geburten). Die Säuglingssterblichkeit bei den Beduinen des Negev ist zudem weiterhin die höchste in Israel und eine der höchsten in der westlichen Welt. Die israelische Regierung versucht bisher nicht, diesem Ungleichgewicht mit der Verteilung der Haushaltsmittel zu begegnen: Im Haushalt von 2002 bekamen die arabischen Ortschaften vom israelischen Gesundheitsministerium nicht einmal 0,6 % (1,6 Mio. NIS) des Gesamtbudgets von 277 Mio. NIS zum Ausbau der Gesundheitseinrichtungen.

## Bildung

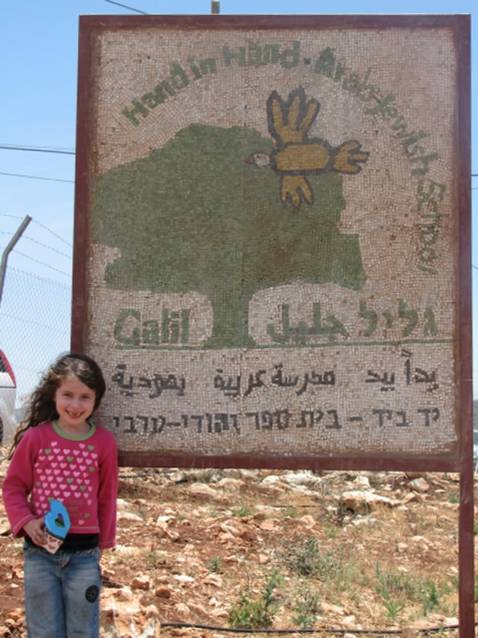
Schild vor einer jüdisch-arabischen Grundschule in Galiläa

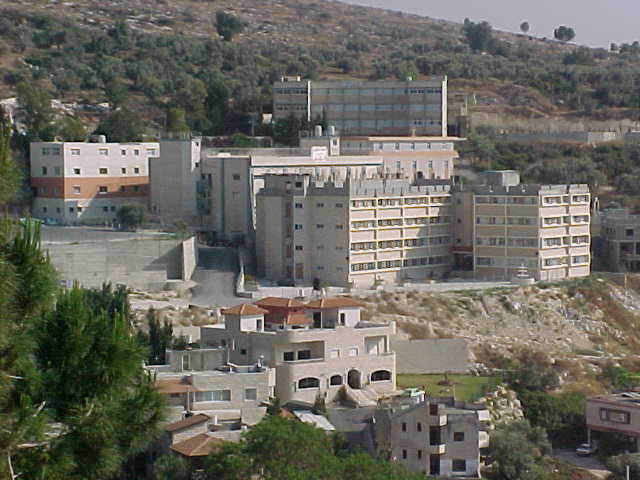
Mar Elias, ein Kindergarten, Grund-, Sekundar- und Oberschule in Iʿbillin, einem arabischen Dorf in Nordisrael

Die israelische Regierung reguliert und finanziert die meisten Schulen des Landes, einschließlich privater Schulen. Das nationale Schulsystem hat zwei Zweige, einen arabischsprachigen Zweig und einen hebräischsprachigen Zweig. Kurz nach Staatsgründung begann das Bildungsministerium die Schulpflicht für alle arabischen Kinder wirksam zu machen. Die Mandatsverwaltung betrieb fast nur arabische Knabenschulen, im ländlichen Raum setzte sie auch für Knaben, von Mädchen ganz zu schweigen, die Schulpflicht oft nicht durch.
Der neue israelische, koedukative Schulzweig arabischer Sprache erforderte einen erheblichen Personalaufwuchs im Lehrkörper, den vor allem ausgebildete Lehrer aus dem Irak und Nordafrika bildeten, die im Zuge der Vertreibung von Juden aus arabischen und islamischen Ländern nach Israel gekommen waren. Aus der Mandatszeit gab es angesichts des vorher wenig ausgebauten arabischen Schulzweigs zu wenige arabische einheimische Lehrer, deren viele zudem als Flüchtlinge oder Vertriebene außer Landes weilten. Neu ausgebildete einheimische arabische Lehrer ersetzten die migrantischen arabischen Lehrer der ersten Stunde, als letztere sukzessive in den Ruhestand traten.
Die Lehrpläne für Mathematik, Naturwissenschaften und Englisch sind für beide Zweige fast identisch. In den geisteswissenschaftlichen Fächern wie Geschichte und Literatur und in den Sprachen Hebräisch und Arabisch unterscheiden sie sich jedoch. In den arabischsprachigen Schulen wird Hebräisch als Fremdsprache ab der 3. Klasse unterrichtet, für die Hochschulreifeprüfungen ist es Pflichtfach. An hebräischsprachigen Schulen können Schüler den Arabischunterricht nach Erwerb von Grundkenntnisse, gewöhnlich von der 7. bis zur 9. Klasse, abwählen. Arabisch ist hier kein Pflichtfach für die Hochschulreifeprüfung. Die sprachliche Teilung beginnt in der Vorschule und dauert bis zum Ende der Oberschule an. Auf Universitätsebene gibt es nur noch ein System, dessen Sprachen vor allem Hebräisch und Englisch sind.

### Ungleichheiten zwischen Arabern und Juden im Bildungssystem
Das „Follow-Up Committee for Arab Education“ weist darauf hin, dass die israelische Regierung im Durchschnitt 192 US$ für jeden arabischen Schüler ausgibt, für jeden jüdischen Schüler aber durchschnittlich 1100 US$. Die Schulabbrecherquote von arabischen Schülern ist mit 12 % doppelt so hoch wie die von jüdischen Schülern. Das Komitee stellt auch fest, dass im arabischen Sektor 5000 Klassenzimmer fehlen.
In einem 2001 von Human Rights Watch veröffentlichten Bericht heißt es: „Staatliche arabische Schulen sind Welten entfernt von staatlichen jüdischen Schulen. In praktisch jeder Hinsicht ist die Bildung, die palästinensisch-arabische Kinder erhalten, der der jüdischen Kinder unterlegen, und das spiegelt sich in ihren relativ schlechten schulischen Leistungen wider.“ Der Bericht stellt auffallende Unterschiede in nahezu allen Aspekten des Bildungswesens fest.
Dem Bericht „Country Reports on Human Rights Practices for Israel and the occupied Territories 2004“ des US-Außenministeriums zufolge waren israelische Araber in den studentischen Organisationen und Fakultäten der meisten Universitäten und in höheren beruflichen Tätigkeiten und unternehmerischen Positionen unterrepräsentiert, und jüdische Israelis besuchten die Schule im Schnitt drei Jahre länger als arabische Israelis. Araber mit einem höheren Bildungsabschluss waren oft nicht in der Lage, Stellen zu finden, die ihrem Bildungsniveau entsprachen. Arabische Bürger hatten laut Sikkuy nur etwa 60 bis 70 der 5000 Stellen in den Lehrkörpern der Universitäten inne."
Arabische Lehrkräfte äußern seit Langem Besorgnis über die durch den Haushalt institutionalisierte Diskriminierung im staatlichen Bildungssektor. Eine im August 2009 bei Megamot veröffentlichte Studie von Sorel Cahan vom Fachbereich Erziehungswissenschaften der Hebräischen Universität zeigt, dass das israelische Bildungsministerium bei der Vergabe von besonderen Unterstützungen für Schüler mit schwachem sozioökonomischen Hintergrund Araber deutlich diskriminiert. Diese Diskriminierung resultiert aus dem Verteilungsmechanismus: Zunächst werden die entsprechenden Mittel nach der Zahl der Schüler auf den hebräischen und den arabischen Sektor aufgeteilt. Da es jedoch im arabischen Sektor sehr viel mehr bedürftige Schüler gibt, erhalten diese pro Kopf weniger Mittel als jüdische Studenten. Das Bildungsministerium sagt, dass es diese Verteilungsmethode abschaffen und zu einer einheitlichen Indexmethode übergehen will.
Daten des Bildungsministeriums zur Zahl der Oberschüler, die die Hochschulreifeprüfung bestehen, zeigen auf die Städte aufgeschlüsselt, dass die meisten arabischen Städte wiederum im unteren Feld zu finden waren. Eine Ausnahme ist die arabische Stadt Fureidis mit der besten Quote ganz Israels (75,86 %).

### Höhere Bildung
Fast die Hälfte der arabischen Schüler, die die Hochschulreifeprüfung bestanden haben, bekommen keinen Platz an weiterführenden Bildungseinrichtungen, da sie im standardisierten PET-Test (Psychometric Entrance Test), der bei der Vergabe von Studienplätzen großes Gewicht hat, schlecht abschneiden. Dies trifft nur auf 20 % der jüdischen Bewerber zu. Khaled Arar, Professor am Beit Berl College, einer der größten Hochschulen Israels, glaubt, dass der PET-Test kulturell unausgewogen ist: „Der Unterschied zwischen jüdischen und arabischen Studenten bei den Ergebnissen des PET-Test ist seit 1982 unverändert geblieben und liegt bei 100 Punkten von 800 Gesamtpunkten. Das allein sollte schon Verdacht erregen.“
Eine Untersuchung aus dem Jahr 1986 kam jedoch zu dem Ergebnis, dass der kulturelle Hintergrund der Testpersonen beim PET-Test nur eine sehr geringe Rolle spielte und dass die Unterschiede der Ergebnisse stärker auf psychometrische als auf kulturelle Merkmale zurückzuführen waren.

## Wehrdienst

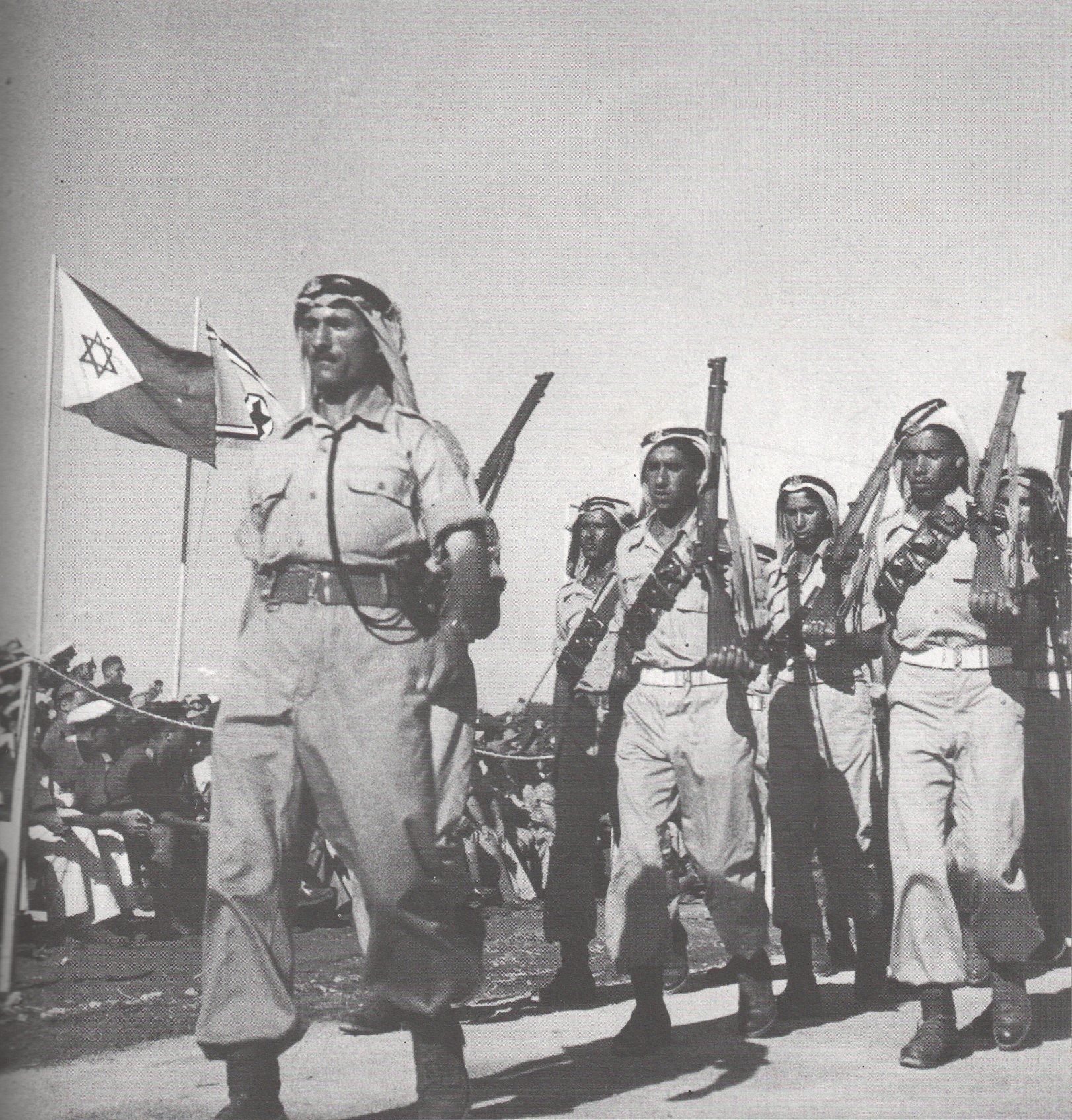
Beduinische Soldaten der israelischen Armee aus Rumat al-Heib bei einer Militärparade in Tel Aviv im Juni 1949.

Nachdem Israels Führung 1948 Religionsfreiheit zusicherte, war das mehr als das, was Drusen sich erwarteten in Staaten deren Einwohner mehrheitlich Muslime waren, denen Drusen als Anhänger einer nachislamisch gegründeten Religion als Abtrünnige gelten. Die leitenden Gremien der palästinensischen Drusen unterstützten den neuen Staat, teils kämpfend.
Israelisches Militär mühte sich nach Ende der Kämpfe 1949 in den ersten Jahren darum, weiter drusische Männer zu werben. Doch zwei widerstreitende Strömungen unter Drusen bejahten bzw. verneinten dieses Bemühen. Erstere setzten sich durch, insbesondere seit der drusische panarabische Held Sultan al-Atrasch durch Syriens Regierung 1954 abserviert wurde. Seit 1956 besteht für drusische israelische Männer Wehrpflicht, wie drusische Leitung und israelische Regierung vereinbart hatten.
Anfänglicher Widerstand unter Drusen gegen diese Entscheidung ist mittlerweile einem breiten „consensus“ für den Wehrdienst gewichen. Es wird geschätzt, dass 85 % der drusischen Männer in Israel Wehrdienst leisten, viele von ihnen werden Offiziere, und einige erreichen sogar den Rang des Kommandierenden Generals. 2001 hat der Politiker der Partei Balad Said Nafa, ein arabischer Druse, den „Pact of Free Druze“ (Pakt der freien Drusen) gegründet, eine Organisation, deren Ziel es ist, die Wehrpflicht der Drusen zu beenden und die behauptet, dass die Gemeinschaft der Drusen ein unverbrüchlicher Teil der arabischen Israelis und des palästinensischen Volkes insgesamt ist."
Nicht-drusische Araber Israels sind nicht wehrpflichtig, können sich aber freiwillig zum Wehrdienst melden. Von den Beduinen abgesehen gibt es kaum arabische Freiwillige in der israelischen Armee (ca. 120 jährlich). Bis 2000 meldeten sich jährlich 5 bis 10 % der Beduinen des Negev, die im Einzugsalter für den Wehrdienst waren, freiwillig zu den Israelischen Streitkräften (IDF). Die Beduinen waren für ihren besonderen Status als Freiwillige weithin bekannt. Der legendäre israelische Soldat Amos Yarkoni, der erste Kommandant des Shaked-Aufklärungsbataillons der Givʿati-Brigade, war ein Beduine (geboren als ʿAbd el-Majid Hidr). Heute dürften weniger als 1 % der israelischen Soldaten Beduinen sein. Ein Bericht aus dem Jahr 2003 stellte fest, dass die Bereitschaft, in der Armee zu dienen, in den letzten Jahren unter den Beduinen drastisch zurückgegangen ist, da die israelische Regierung das Versprechen gleicher Leistungen für israelische Beduinen nicht erfüllt hat. Einem Artikel in Haʾaretz von 2009 zufolge hat sich die Zahl der Freiwilligen für eine erstklassige Beduinen-Eliteeinheit der Armee jedoch verdreifacht. Zum Vergleich: Palästinensische Flüchtlinge in den Nachbarstaaten Israels besitzen zwar meistens nicht die dortige Staatsbürgerschaft; dennoch sind sie in einigen Ländern, etwa Syrien, wehrpflichtig.

### Scherut Leʾummi (Nationaldienst)
Junge arabische Israelis haben die Möglichkeit, anstelle des Wehrdienstes freiwillig den sogenannten Nationaldienst zu leisten und erhalten dafür Vergünstigungen, die denen der Soldaten nach der Entlassung aus dem Wehrdienst entsprechen. Die Freiwilligen werden in der Regel als Helfer in sozialen und kommunalen Belangen in der arabischen Bevölkerung eingesetzt. 2010 gab es 1.473 arabische Freiwillige im Nationaldienst, 92 % von ihnen waren Frauen. Nach Aussage der Verwaltung des Nationaldienstes raten arabische Führer jungen Arabern davon ab, diesen Dienst für den Staat zu leisten. Ein Beamter des Nationaldienstes sagte: „Jahrelang haben die arabischen Führer zu Recht Vergünstigungen für arabische Jugendliche gefordert, die denen der Soldaten nach dem Wehrdienst entsprechen. Jetzt, wo es diese Möglichkeit gibt, sind es genau dieselben Führer, die die Aufforderung des Staates, Dienst zu leisten und die Vergünstigungen in Anspruch zu nehmen, zurückweisen.“

## Verhältnis zwischen arabischen und jüdischen Israelis

### Meinungsumfragen und wissenschaftliche Studien
In einer 2004 von Sammy Smooha vom Jewish-Arab Center der Universität Haifa durchgeführten Studie sagten 84,9 % der arabischen Israelis, dass Israel ein Recht habe, als unabhängiger Staat zu existieren; 70 % sagten, es habe ein Recht, als demokratischer, jüdischer Staat zu existieren. Eine Untersuchung des Truman-Instituts der Universität Haifa fand heraus, dass 63 % der arabischen Israelis Israels Grundprinzip als Staat des jüdischen Volkes akzeptieren.
Eine Umfrage der arabischen Lobbyorganisation Center Against Racism aus dem Jahr 2006 zeigte negative Haltungen jüdischer Israelis gegenüber Arabern auf. 63 % der befragten Juden glaubten, dass Araber eine Bedrohung für die Sicherheit seien, 68 % wären nicht bereit, in einem Gebäude mit Arabern zu leben, und 34 % waren der Ansicht, dass die arabische Kultur der israelischen Kultur unterlegen sei. Die Befürwortung einer Trennung von jüdischen und arabischen Israelis war unter Juden aus dem Nahen Osten besonders hoch.
Eine Meinungsumfrage des Israeli Democracy Institutes (IDI) ergab 2007, dass 75 % der „… israelischen Araber eine Verfassung unterstützen würden, die Israels Status als jüdischen und demokratischen Staat festlegt, dabei aber gleiche Rechte für Minderheiten garantiert; 23 % sagten, sie wären gegen eine solche Definition“. Eine andere Umfrage zeigte im gleichen Jahr, dass 62 % der arabischen Israelis es vorzögen, israelische Bürger zu bleiben, anstatt Bürger eines zukünftigen palästinensischen Staates zu werden. Bei einer späteren Umfrage war diese Zahl noch höher: 2008 gaben 77 % an, lieber als israelische Bürger in Israel leben zu wollen als in irgendeinem anderen Land der Welt.
Eine weitere Umfrage von Sammy Smooha im Jahr 2007 fand heraus, dass 63 % der jüdischen Israelis vermieden,
arabische Städte und Dörfer zu besuchen; 86,4 % fürchteten die Möglichkeit weitreichender Unruhen unter arabischen Israelis. 49,7 % der arabischen Israelis rechtfertigten die Entführung der beiden israelischen Armeereservisten Ehud Goldwasser und Eldad Regev durch die Hisbollah bei einem Angriff auf israelischem Boden; 18,7 % waren der Meinung, Israel habe das Recht, nach dieser Entführung einen Krieg zu beginnen. 48,2 % der arabischen Israelis rechtfertigten die Raketenangriffe der Hisbollah auf Nordisrael während des Libanonkriegs 2006. 89,1 % betrachteten die Bombenangriffe der israelischen Armee auf den Libanon als Kriegsverbrechen, 44 % sahen in den Bombenangriffen der Hisbollah auf Israel ein Kriegsverbrechen. 62 % der arabischen Israelis waren besorgt, dass Israel ihre Ortschaften unter die Gerichtsbarkeit eines zukünftigen palästinensischen Staates stellen könnte, 60 % sagten, sie seien über die Möglichkeit einer Massenvertreibung von Arabern aus Israel beunruhigt. 67,5 % der arabischen Israelis würden gern in einem jüdischen Staat leben, der mit einem palästinensischen Staat im Westjordanland und im Gazastreifen benachbart ist; 40,5 % glaubten nicht, dass der Holocaust stattgefunden habe.
Die Association for Civil Rights in Israel (ACRI) vermerkte 2007 einen „dramatischen“ Anstieg des Rassismus gegen arabische Bürger und einen Anstieg antiarabischer Zwischenfälle um 26 % innerhalb eines Jahres. Der Präsident der ACRI, der Schriftsteller Sami Michael, sagte, dass die israelische Gesellschaft ein neues Niveau des Rassismus erreicht habe, das die Meinungsfreiheit und den Datenschutz gefährde.
Eine Umfrage der John F. Kennedy School of Government der Harvard-Universität zum Verhältnis zwischen arabischen und jüdischen Israelis kam 2008 zu dem Ergebnis, dass sowohl Araber als auch Juden die Sympathie ihrer Bevölkerungsgruppen füreinander unterschätzten. 63 % der Juden befürworteten, dass in jüdischen Schulen die arabische Sprache unterrichtet wird.
Eine erneute Umfrage des Center Against Racism stellte 2008 fest, dass 75 % der jüdischen Israelis nicht mit Arabern in einem Gebäude leben wollten, mehr als 60 % keine Araber zu sich nach Hause einladen würden und 40 % glaubten, dass Arabern das Wahlrecht aberkannt werden solle. Mehr als 50 % stimmten der Aussage zu, dass der Staat die Auswanderung arabischer Israelis in andere Länder fördern solle, und 59 % stuften die arabische Kultur als primitiv ein. Auf die Frage „Was empfinden Sie, wenn Sie andere arabisch sprechen hören?“, antworten 31 %, dass sie Hass empfinden, und 50 %, dass sie Angst empfinden. Nur 19 % sagten, sie hätten positive oder neutrale Empfindungen. Mehr als die Hälfte bezeichneten die Heirat mit einem Araber, einer Araberin als Verrat.
Umfragen aus dem Jahr 2009 ergaben eine Radikalisierung der Einstellungen arabischer Israelis gegenüber dem Staat Israel. Nur noch 41 % erkannten Israels Existenzrecht als jüdischer und demokratischer Staat an (2003 waren es noch 65,6 %), und nur 53,7 % waren der Meinung, dass Israel ein Existenzrecht als unabhängiger Staat habe (2003: 81,1 %). Meinungsumfragen zeigten auch, dass 40 % der arabischen Bürger nicht glaubten, dass der Holocaust stattgefunden habe.
2010 waren bei einer Umfrage unter israelischen Oberschülern 49,5 % der Meinung, arabische Israelis sollten nicht die gleichen Rechte in Israel haben wie Juden, und 56 % glaubten, dass Araber nicht in die Knesset gewählt werden sollten. Der Anteil religiöser Schüler, die dieser Meinung waren, lag noch höher. Während 16 % der säkularen Schüler glauben, dass der Ausdruck „Tod den Arabern“ eine legitime Aussage sei, waren 45 % der religiösen Schüler dieser Meinung.
Eine 2016 veröffentlichte Umfrage des Pew Research Center zeigt wachsende Zweifel am Nahost-Friedensprozess. Während im Jahr 2013 noch 74 % der israelischen Araber eine friedliche Zweistaatenlösung für möglich hielten, waren es 2015 nur noch 50 %.

### Beteiligung arabischer Israelis bei terroristischen Anschlägen in Israel
Da arabische Israelis als Einwohner Israels über viele nützliche Kenntnisse verfügen, werden sie von Organisationen, die Anschläge auf Zivilisten verüben, bevorzugt zur Unterstützung bei solchen Anschlägen eingesetzt. Zwischen 2001 und 2004 gab es mindestens 102 Organisationen arabischer Israelis, die an Anschlägen auf israelische Bürger beteiligt waren. So wurden am 9. September 2001 die Fahrgäste eines Zuges beim Aussteigen in Naharija von einem arabischen Israeli angegriffen; er tötete drei Menschen und verletzte 90 weitere. Am 1. März 2007 wurden zwei arabische Israelis wegen Totschlags verurteilt. Sie hatten einen Selbstmordattentäter nach Israel eingeschmuggelt und ihm so ermöglicht, im Juli 2005 ein Selbstmordattentat in Netanya zu verüben, bei dem fünf Israelis getötet und 30 verletzt worden waren.

#### Beteiligung von Arabern aus Ostjerusalem
Im Laufe der Jahre waren zahlreiche Araber aus Ostjerusalem an palästinensischen Terroraktivitäten beteiligt, insbesondere an Aktivitäten der Hamas. Zwischen dem Beginn der Zweiten Intifada im Jahr 2000 und 2004 wurden mehr als 150 arabische Einwohner Ostjerusalems verhaftet; ihnen wurde die Beteiligung an Anschlägen zur Last gelegt, bei denen Hunderte Israelis getötet und mehr als Tausend verletzt wurden.

#### Verbindungen arabischer Israelis zur Hisbollah
Die Hisbollah nutzt – besonders seit dem Rückzug der israelischen Armee aus dem Südlibanon im Mai 2000 – familiäre und kriminelle Verbindungen zu arabischen Israelis für ihre Tätigkeit. Da arabische Israelis die Grenze zum Libanon passieren können und sich auch mit Palästinensern im Gazastreifen und im Westjordanland treffen können, können sie relativ leicht Waffen, Drogen und Geld nach Israel schmuggeln, Informationen sammeln und andere Sympathisanten kontaktieren bzw. rekrutieren. Das Dorf Ghadschar ist für derartige Aktivitäten besonders beliebt. Arabische Israelis wurden wegen Spionage für die Hisbollah verurteilt. Auch Terrorzellen arabischer Israelis existieren. Im Februar 2004 wurden die Mitglieder einer Terrorzelle aus Reineh verhaftet.

### Gewalt gegen arabische Israelis in Israel
1956 tötete israelische Grenzpolizei im Massaker von Kafr Qasim 48 unbewaffnete arabische Israelis bei der Rückkehr in ihr grenznahes Dorf, da sie während einer wegen jordanischer Terrorgefahr an der Grünen Linie zeitlich vorgezogenen Ausgangssperre noch unterwegs waren. Jedoch waren sie darüber nicht informiert worden. Arabische Israelis wurden auch bei Demonstrationen und Unruhen von israelischen Sicherheitskräften getötet, so verloren im März 1976 sechs Menschen bei den Demonstrationen zum Tag des Bodens ihr Leben, und bei den Unruhen im Oktober 2000 in Nordisrael wurden zwölf arabische Israelis und ein Palästinenser aus dem Gazastreifen getötet.
2005 ermordete der desertierte israelische Soldat und Siedler-Aktivist Eden Natan-Zada in einem Bus in Schafa-ʿAmr in Nordisrael vier Araber und verletzte 22 andere. Zu dem Anschlag bekannte sich keine Gruppe; ein Vertreter der radikalen Siedlerbewegung bestritt jede Beteiligung.

### Arabische Opfer des Terrorismus
Auch arabische Israelis wurden Opfer von palästinensischen, arabischen oder islamistischen Terroranschlägen auf Israel und Israelis. So wurden am 12. September 1956 bei einem Anschlag auf ʿEin Ofarim in der Region ʿArabah drei drusische Wachleute ermordet. Beim Ma’alot-Massaker der Demokratischen Front zur Befreiung Palästinas am 15. Mai 1974 wurden zwei Araber getötet. Im März 2002 kam ein Einwohner der arabischen Stadt Turʿan bei einem Anschlag auf ein Restaurant in Haifa ums Leben. Zwei Monate später wurde bei einem Selbstmordattentat der Hamas in Rischon LeZion eine Frau aus Tel Aviv getötet. Unter den 19 Todesopfern eines Bombenattentats der Hamas in einem Bus in Jerusalem im Jahr 2002 war eine Araberin aus der arabischen Grenzstadt Bartaʿa. Im August 2002 wurden ein Mann aus der arabischen Stadt Maghar und eine Frau aus dem Drusendorf Sajur bei einem Selbstmordanschlag an der Meron-Kreuzung getötet. Am 21. Oktober 2002 waren ein Mann aus ʿIsfiya und eine Frau aus Tayibe unter den 14 Todesopfern eines Selbstmordattentats des Islamischen Dschihad auf einen Bus in der Nähe von Chadera. Am 5. März 2003 war ein dreizehnjähriges Mädchen aus der Drusenstadt Daliyat al-Karmil unter den 17 Opfern eines Selbstmordanschlags der Hamas auf einen Bus in Haifa. Im Mai 2003 wurde ein Mann aus Dschisr az-Zarqa bei einem Selbstmordattentat in ʿAfula getötet.
Am 19. März 2004 wurde der arabische Christ George Khoury, ein Student der hebräischen Universität, in Jerusalem ermordet. Die al-Aqsa-Märtyrerbrigaden, eine militante Untergruppe der Fatah, übernahmen die Verantwortung für das Attentat auf den Israeli, den sie für einen Juden gehalten hatten. Am 12. Dezember 2004 kamen fünf arabische Soldaten der israelischen Armee bei einer Explosion und Schießerei an der ägyptischen Grenze ums Leben, zu denen sich die militante Palästinensergruppierung Fatah Hawks bekannt hat. Unter den 21 Todesopfern des Terroranschlags im Maxim-Restaurant Haifa am 4. Oktober 2003 befanden sich ebenfalls arabische Israelis. Während des Libanonkrieges 2006 verloren 19 arabische Israelis im Juli 2006 durch Raketenfeuer der Hisbollah ihr Leben.

## Kultur

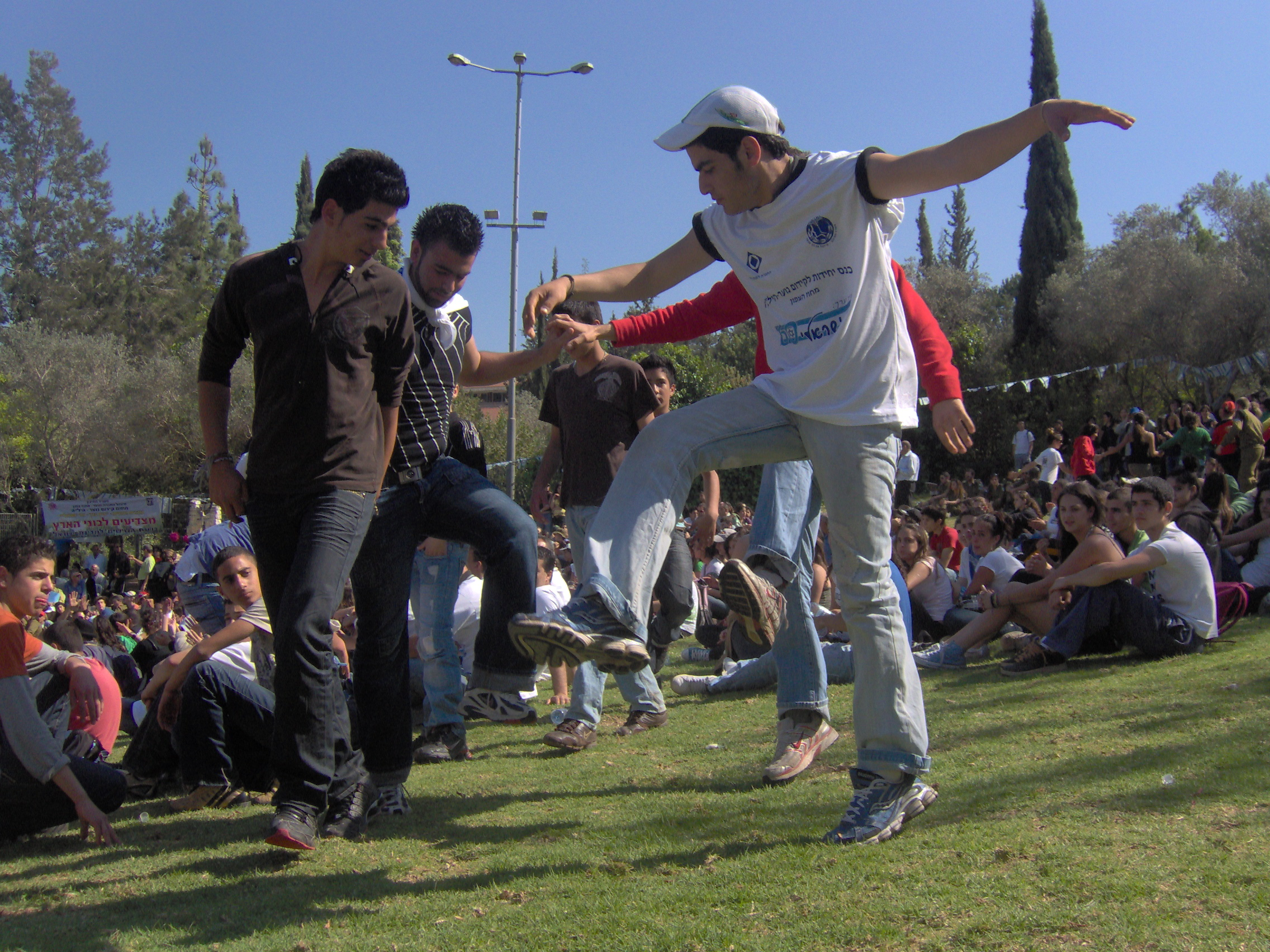
Junge Drusen tanzen Debka in Israel

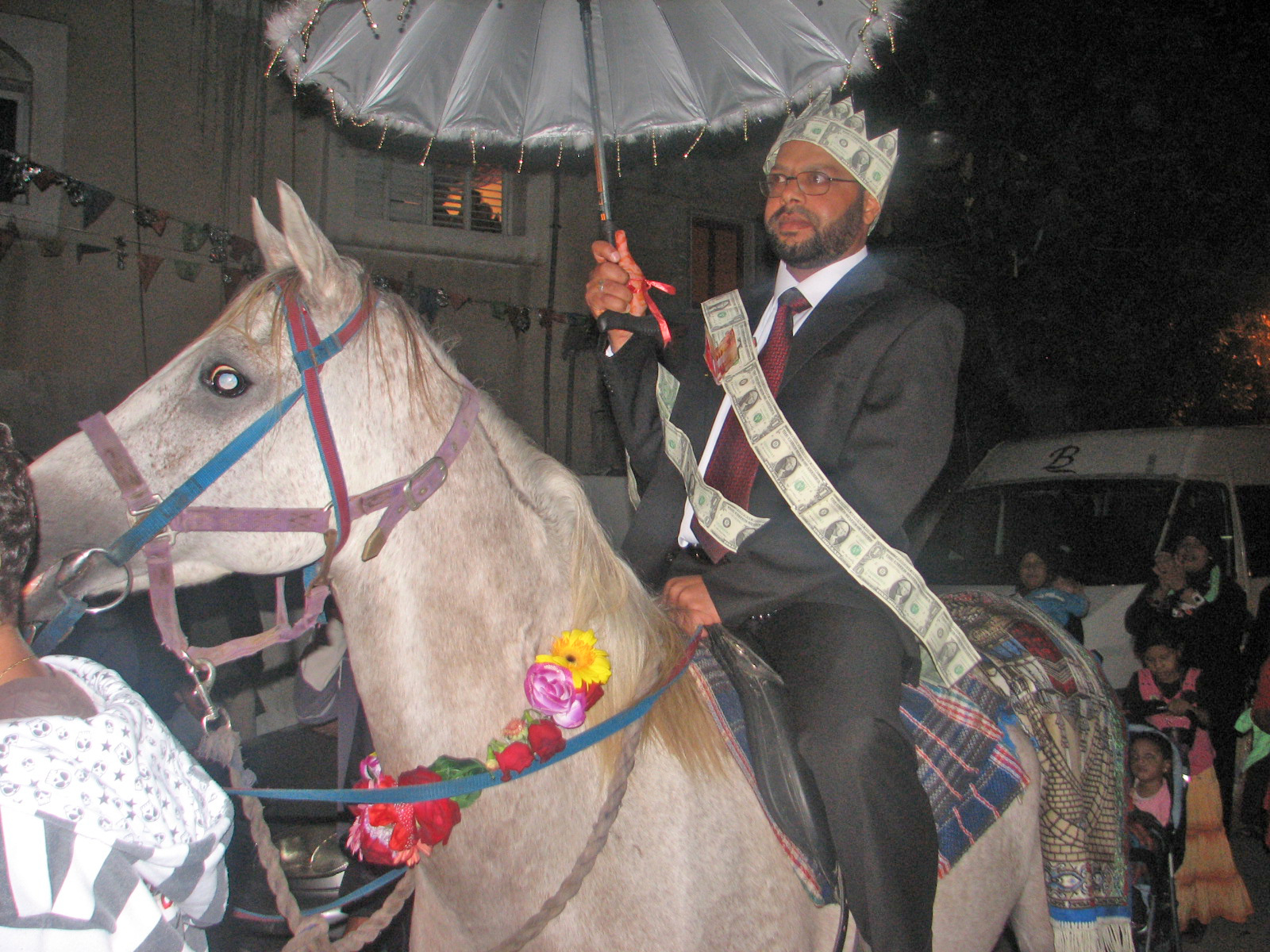
Ein Bräutigam auf seinem Pferd, Dschisr az-Zarqa, 2009

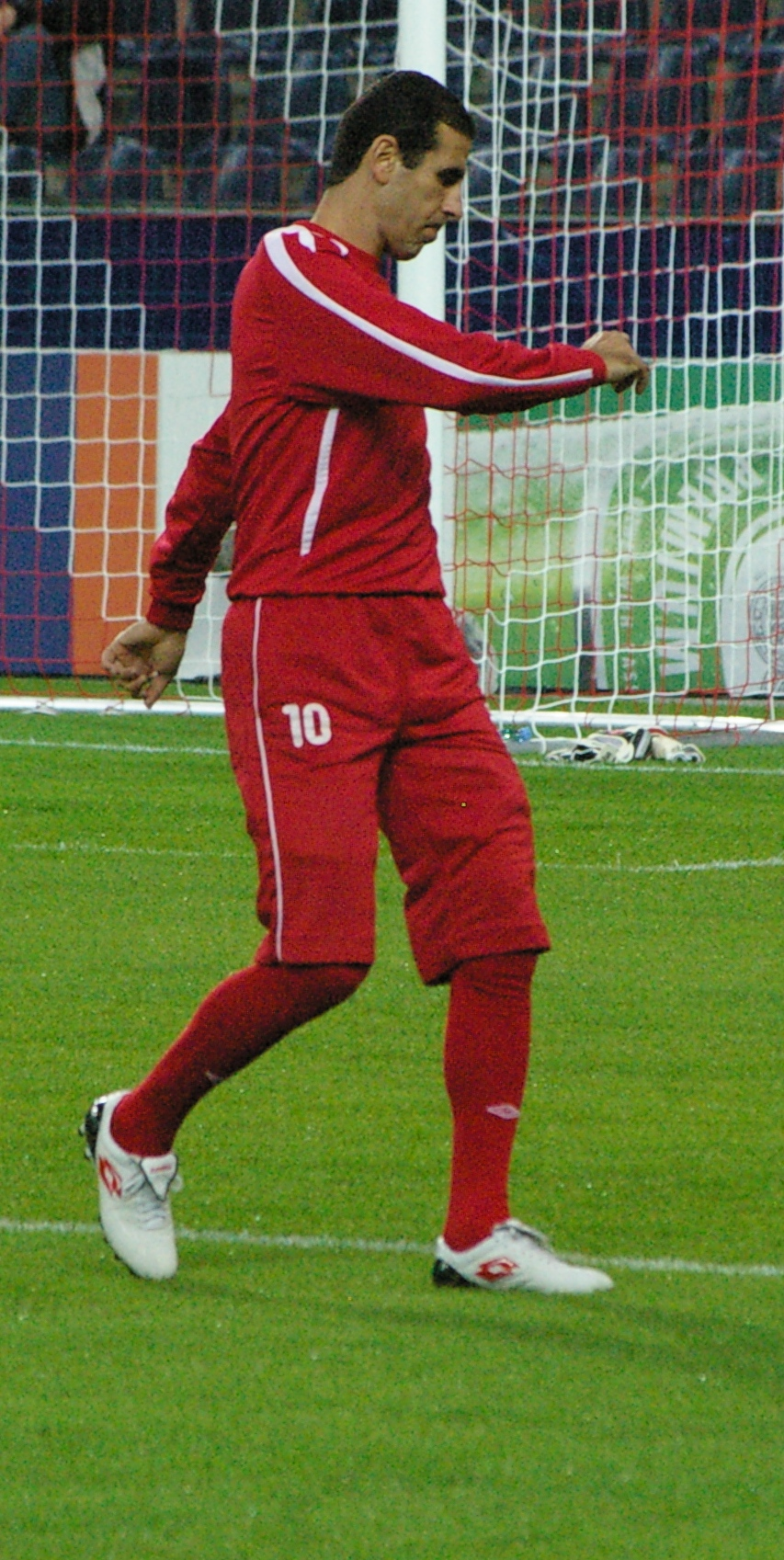
Walid Badir, Kapitän von HaPoʿel Tel Aviv und früherer Spieler der israelischen Fußballnationalmannschaft

Viele arabische Israelis teilen die Kultur der Palästinenser und der arabischen Region und sind auch aktiv daran beteiligt. So fertigen arabische Frauen in Israel noch heute die traditionellen palästinensischen Textilien und Stickereien an. Bis heute lernen Jugendliche in Kulturgruppen den palästinensischen Volkstanz Dabke, der oft auf Hochzeiten und Festen getanzt wird.

### Sprache und Massenmedien
Die meisten arabischen Israelis sind zwei- bzw. dreisprachig und sprechen sowohl einen Dialekt des Palästinensisch-Arabischen als auch modernes Hocharabisch und Hebräisch fließend. In arabischen Städten und Familien ist Arabisch die Umgangssprache. Der Dialekt der Araber Israels wird meist als „israelisches Arabisch“ bezeichnet.
In verschiedenen Regionen und Orten gibt es unterschiedliche umgangssprachliche arabische Dialekte. Die Bewohner von Umm al-Fahm im Gebiet Meschullasch sowie viele Palästinenser mit (Vorfahren aus) ländlichem Hintergrund, sprechen den Buchstaben kaph nicht k, sondern tsch aus, wie im Irakischen Arabisch. Einige arabische Wörter und Ausdrücke werden nur in bestimmten Regionen verwendet, z. B. die Worte issa in Nazareth für „jetzt“ und silema, eine regionale Variante des englischen Worts „cinema“.
Einige hebräische Wörter haben Eingang in die arabische Umgangssprache gefunden, z. B. beseder (okay, in Ordnung), ramzor (Ampel), mazgan (Klimaanlage) und machschev (Computer). Die übernommenen Worte werden häufig „arabisiert“, d. h. an die arabische Phonologie, aber auch an die Phonologie des von Arabern gesprochenen Hebräischen angepasst.
Arabische Israelis sehen häufig sowohl arabisches Satellitenfernsehen als auch israelisches Kabelfernsehen und lesen sowohl arabische als auch hebräische Zeitungen, um die Informationen miteinander zu vergleichen.

### Kunst und Musik
Arabische Israelis unterstützen mit ihren Beiträgen die palästinensische Kunstszene. Sängerinnen wie Amal Murkus verbinden traditionelle Elemente palästinensischer und arabischer Musik mit modernem Pop. Daneben hat eine neue Generation junger arabischer Israelis begonnen, ihre palästinensische Identität in neuen musikalischen Formen auszudrücken. So hat der Erfolg der arabischen Hip-Hop-Band Dam aus Lod zur Entstehung anderer Hip-Hop-Gruppen in Städten wie Akkon, Bethlehem, Ramallah und Gaza beigetragen.

### Kino und Theater
Arabische Israelis haben sowohl zum hebräischen als auch zum arabischen Kino und Theater in Israel wesentliche Beiträge geleistet. Die Schauspieler Mohammad Bakri, Salim Dau und Juliano Mer-Khamis waren in israelischen Kino- und Fernsehproduktionen zu sehen. Preisgekrönte Regisseure wie Elia Suleiman, Hany Abu-Assad, und Michel Khleifi haben die arabischen Israelis in der Kinowelt bekannt macht. Die Spielfilme „Chronik eines Verschwindens“ (1996) und „Göttliche Intervention – Eine Chronik von Liebe und Schmerz“ (2002) von Elia Suleiman gewannen zahlreiche internationale Preise. Suleiman war 2006 Jurymitglied bei den 59. Filmfestspielen in Cannes. Michel Khleifis Film „Hochzeit in Galiläa“ (Wedding in Galilee, 1987) gewann 1987 in Cannes den internationalen Kritikerpreis. „Paradise Now“ von Hany Abu-Assad (2004) war 2006 für den Oscar als Bester fremdsprachiger Film nominiert und erhielt zahlreiche internationale Preise, darunter den Golden Globe 2006 in der Kategorie Bester Fremdsprachiger Film und den Europäischen Filmpreis 2005 in der Kategorie Bestes Drehbuch.
Seit einigen Jahren konzentriert sich arabisch-israelische Kultur in Israel in Haifa. So wurde dort 2015 das al-Midan Theater eröffnet, es ist unter anderem die erste feste Spielstätte des 2011 gegründeten arabischsprachigen Khashabi Ensemble.